# Fußball

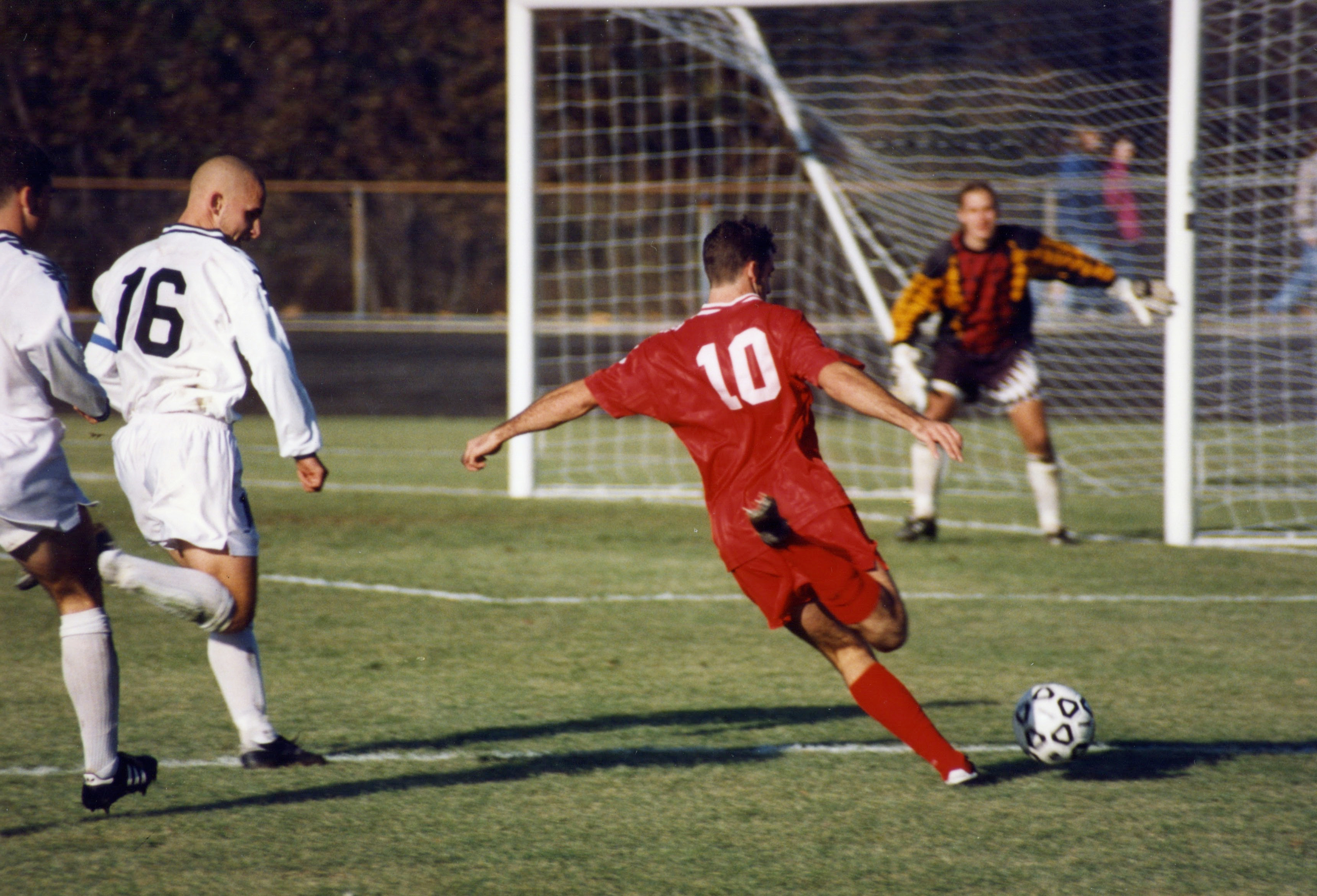
Fußballszene

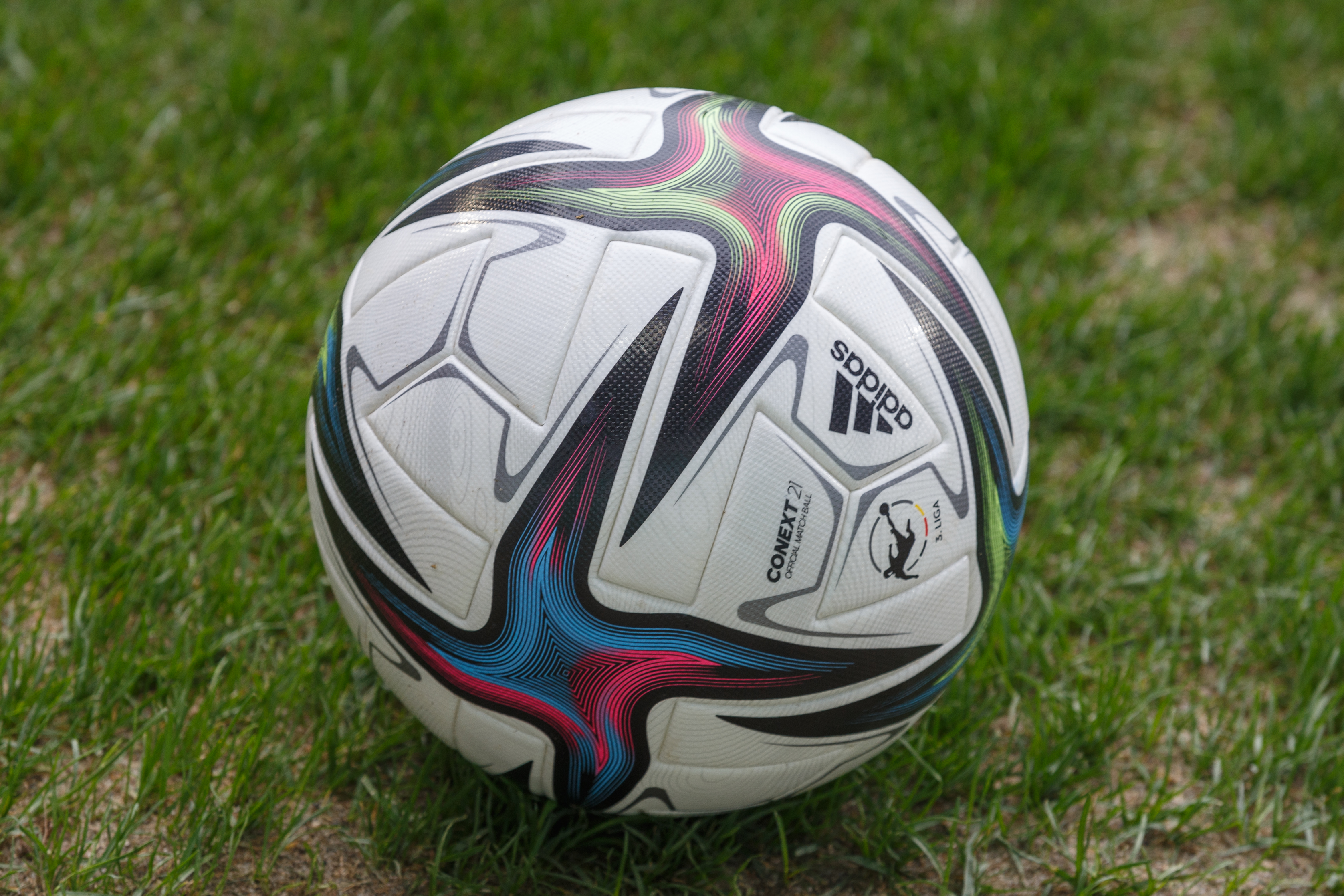
Ein Fußball

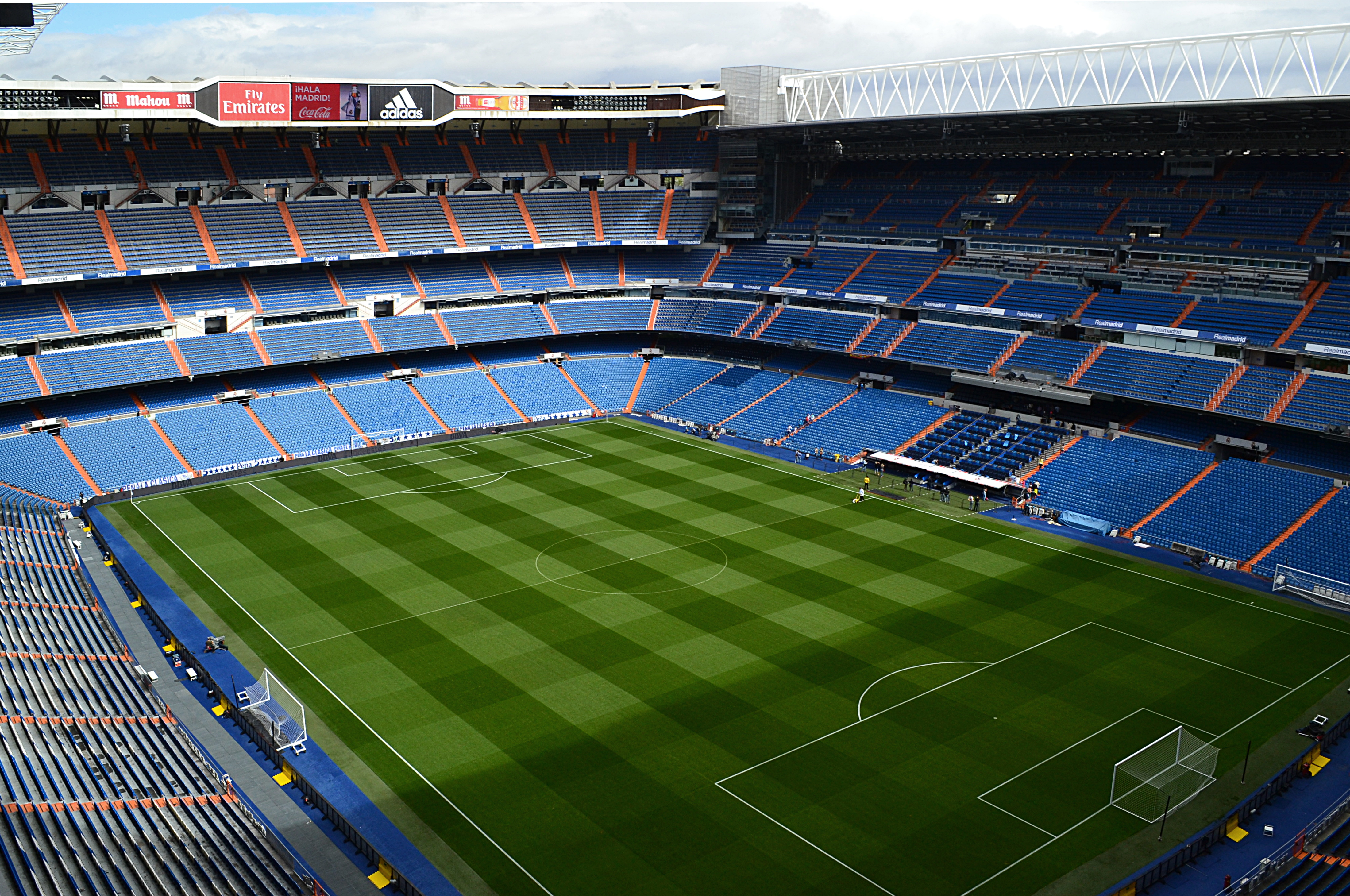
Fußballfeld in einem Fußballstadion

Fußball ist eine Ballsportart, bei der zwei Mannschaften mit dem Ziel gegeneinander antreten, mehr Tore als der Gegner zu erzielen und so das Spiel zu gewinnen. Die Spielzeit ist üblicherweise zweimal 45 Minuten, zuzüglich Nachspielzeit sowie gegebenenfalls Verlängerung und/oder Elfmeterschießen. Eine Mannschaft besteht in der Regel aus elf Spielern, von denen einer der Torwart ist. Der Ball darf mit dem ganzen Körper gespielt werden mit Ausnahme der Arme und Hände; vorwiegend wird er mit dem Fuß getreten. Nur der Torwart (innerhalb des eigenen Strafraums) – bzw. die Feldspieler beim Einwurf – dürfen den Ball mit den Händen berühren.
Der Erfolg des Fußballs beruht zum Ersten auf seiner Einfachheit. Der Aufwand für Mittel und Ausrüstung ist relativ gering (siehe z. B. Straßenfußball), wodurch er auch in vielen Entwicklungsländern sehr populär wurde, und er ist für Neulinge und Zuschauer leicht verständlich. Zum Zweiten fallen im Vergleich zu anderen Ballsportarten relativ wenig Tore, weshalb eine einzige Szene, eine (Fehl-)Entscheidung des Schiedsrichters oder auch Glück ein Spiel entscheiden können, was die Chancen für Außenseiter erhöht. Der Einfachheit wurde jedoch in neuerer Zeit entgegengewirkt, mit immer komplizierteren Regularien (u. a. Änderung der Abseitsregel) und im Spitzenfußball mit immer größerem technischen Aufwand (Videobeweis), der zu einem „gerechteren“ Fußball führen soll, aber den Spielfluss einschränkt.
Fußball entstand in der zweiten Hälfte des 19. Jahrhunderts in Großbritannien und breitete sich ab den 1880er und 1890er Jahren in Kontinentaleuropa und anderen Kontinenten aus. Er gilt als weltweit beliebteste Mannschaftssportart. Im Gegensatz zu anderen, auf kleineren Feldern gespielten Sportarten wie z. B. Hallenhandball, konnte mit Fußball das große Feld innerhalb von Leichtathletikanlagen attraktiv bespielt werden. Diese „Kampfbahnen“ waren infolge von Turnbewegung und Wiederbelebung der antiken Olympischen Spiele vorhanden, es konnten regelmäßig sehr große Zuschauermengen angezogen und untergebracht werden, mit entsprechenden Einnahmen. Daher entwickelten sich Spitzenklubs und professioneller Mannschaftssport insbesondere in großen Städten und Metropolen weltweit im Fußball, in den USA dagegen im Baseball und American Football. Die Popularität stieg zwischen den Weltkriegen mit Radioübertragungen, später mit Fernsehberichten.

## Geschichte

### Frühe Formen des Spiels
Im zweiten Jahrtausend v. Chr. wurde in China ein fußballähnliches Spiel namens Cuju (Ts’u-chü) („cu“ = mit dem Fuß stoßen; „ju“ = Ball) ausgetragen. Über die damaligen Regeln des Spiels ist nichts bekannt. Jedoch gilt als sicher, dass es als militärisches Ausbildungsprogramm zum Training der Soldaten durchgeführt wurde. Während der Zhou-Dynastie breitete sich das Sportspiel auch im Volk aus, und man versuchte, durch Regeln Gewalt und Ruppigkeit einzugrenzen. Der Ball war aus Lederstücken zusammengenäht und mit Federn und Tierhaaren ausgestopft. In der Qin- bis zur Sui-Dynastie wurde das Fußballspiel immer beliebter. Zwischen den Jahren 220 und 680 wurden der luftgefüllte Ball erfunden und erstmals Fußballregeln (Tore, Torhüter und Spielführer) festgehalten. Etwa 100 Jahre später geriet das Spiel jedoch wieder in Vergessenheit.

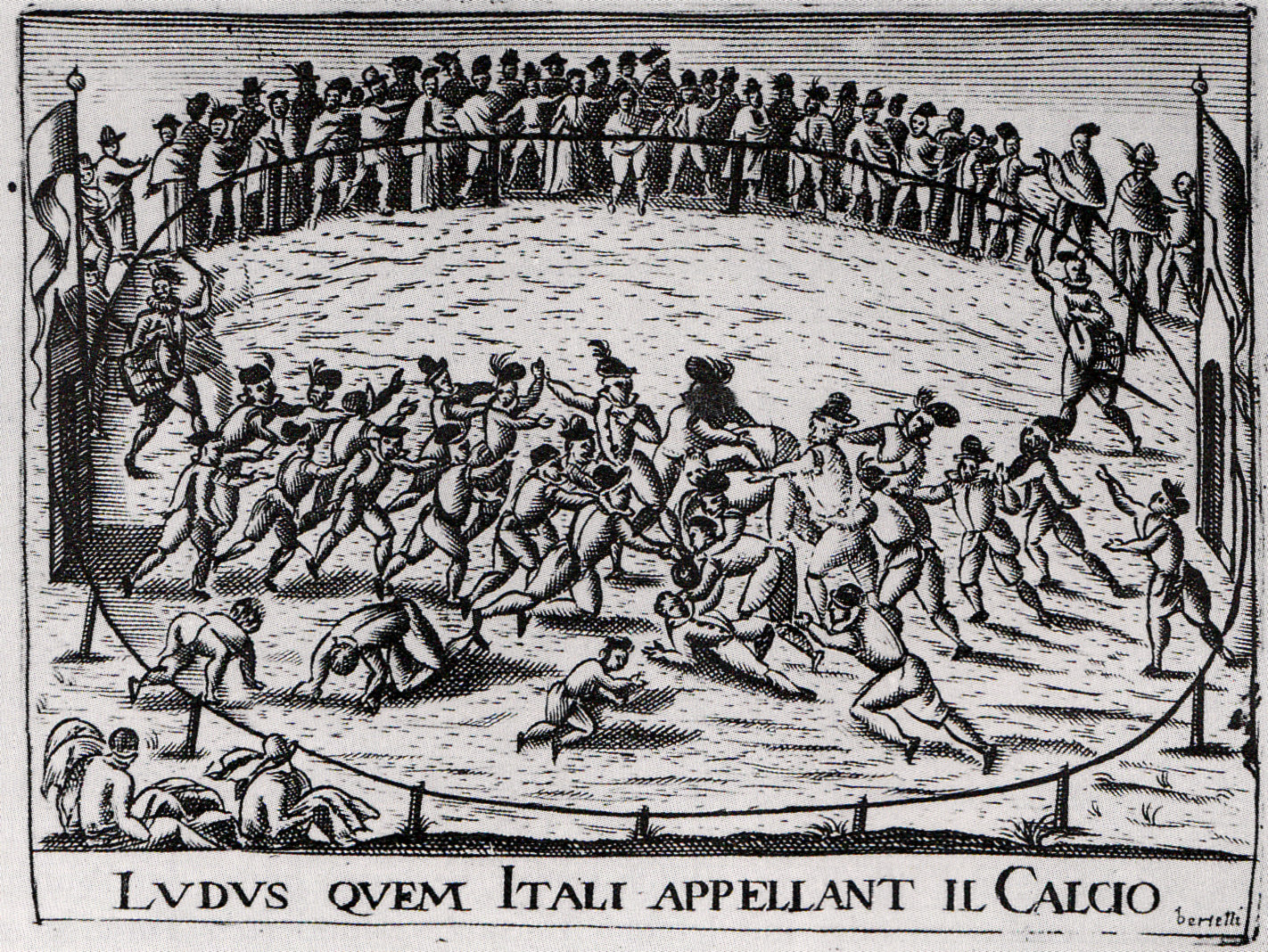
Im 17. Jahrhundert wurde in Florenz der Calcio Storico, eine Art Fußball, gespielt

Aus dem Kulturkreis des antiken Griechenland sind Abbildungen von Ballspielen auf Reliefs und Vasen erhalten, vornehmlich aus Sparta, wo die Körperertüchtigung einen hohen Stellenwert hatte. Auch die Römer der Antike kannten Ballsportarten, die wie das chinesische Cuju u. a. in einem militärischen Kontext gespielt wurden.
Der türkische Gelehrte Mahmud al-Kāschgharī beschreibt in seinem Buch dīwān lughāt at-turk, dass im 11. Jahrhundert unter den im mittelasiatischen Raum lebenden Turkvölkern ein Spiel namens Tepük (alttürkisch für: Tritt bzw. Fußtritt) große Beliebtheit genoss.
Im Frühmittelalter wurde in England eine frühe Art des heutigen Fußballspiels praktiziert, bei der Bewohner zweier Ortschaften versuchten, einen Ball durch das gegnerische Stadttor zu befördern. Das „Spielfeld“ lag immer zwischen zwei Orten, selbst wenn diese mehrere Kilometer auseinanderlagen.
Mit der Entdeckung Amerikas kamen die Europäer mit den alten Ballspielen Mittelamerikas in Berührung, die eine lange Tradition über verschiedene Kulturen besaßen, teilweise eine religiöse oder gerichtliche Funktion hatten und in befestigten Stadien ausgetragen wurden.
Auch wenn England als das „Mutterland des Fußballs“ gilt, so gab es auch in Frankreich und Italien schon mit dem Treibballspiel verwandte Kampfspiele. Seit dem 15. Jahrhundert wird in Florenz der Calcio Storico praktiziert, eine Art Fußballspiel, bei dem es recht rüde zugehen kann. Scaino schrieb 1555:

„Dem Läufer, der mit dem Ball in der Hand das Feld durchläuft, sollen irgendwelche Kräftigen Platz schaffen, damit ihr Mann ungehindert freien Durchgang habe. Sieht er sich aber von einer großen Schar angegriffen, so soll er im Lauf nachlassen und … den Ball stoßen, und zwar wird er das schneller mit dem Stoße des Fußes als in anderer Weise können, da ein Stoß in dieser Weise sicherer ist.“

Scaino legte aber auch die Platzgröße fest (der Kirchplatz vor Santa Croce (Florenz) = ca. 100 × 50 m), bestimmte, dass Tore entscheiden (und nicht das schöne Spiel oder das besonders schöne Outfit) und dass das Spiel vom normalen Leben ausgegrenzt ist (Unterstellungsverhältnisse des realen Lebens gelten nicht auf dem Platz, d. h. der Herr kann dem Diener nicht befehlen, ihm den Ball zu geben).

### Die Wurzeln des Fußballs im 19. Jahrhundert

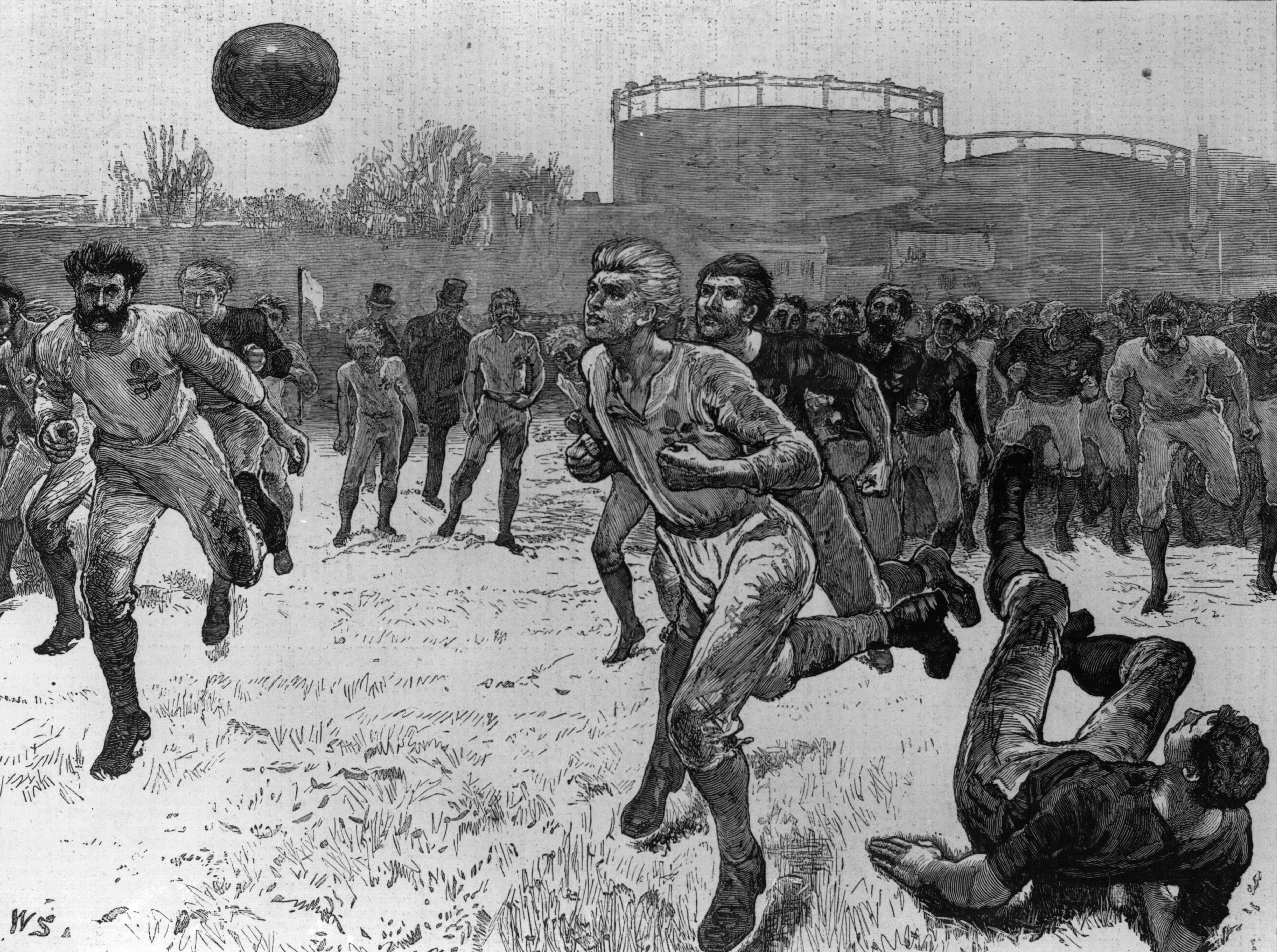
Das erste Länderspiel (zwischen England und Schottland) fand im Jahr 1872 statt (Pressezeichnung)

Im Jahr 1848 verfassten Studenten der Universität Cambridge die ersten Fußballregeln. Danach bestand eine Mannschaft aus 15 bis 20 Spielern. Im Jahr 1857 gründeten Cricketspieler mit dem FC Sheffield den ersten offiziellen Fußballverein der Welt. England gilt deswegen heute als das „Mutterland des Fußballs“, auch deshalb, weil hier mit der 1863 in London gegründeten Football Association (FA) der erste Fußballverband entstand, ein umfassendes Regelwerk geschaffen sowie die Entwicklung der Sportart nachhaltig gefördert wurde.
Die Bezeichnung Soccer als englische Bezeichnung für Fußball leitet sich von der Bezeichnung Association Football für die Sportart ab, die als Gegensatz zu Rugby geprägt wurde, im Sinne von Fußball nach den Regeln der Football Association zu spielen.
1866 wurde die Abseitsregel eingeführt, im Sheffield Code wurden die Regeln um den Eckball und den Freistoß erweitert. 1870 begrenzte die FA die Zahl der Spieler auf elf. Ein Jahr später verbot der englische Fußballverband allen Feldspielern das Handspiel, nur der Torwart durfte noch den Ball in der eigenen Hälfte mit der Hand spielen, hatte ihn aber nach zwei Schritten wieder freizugeben. 1872 wurde eine einheitliche Ballgröße festgesetzt. Mit diesen Regeln wurde das Fußballspiel vom damals noch deutlich weiter verbreiteten Rugby immer weiter abgegrenzt.
1872 wurde das erste offizielle Länderspiel in Glasgow zwischen Schottland und England ausgetragen (Endstand 0:0). Im selben Jahr wurde mit dem FA Cup der erste nationale Fußballwettbewerb eingeführt, zwei Jahre später der Fußballschiedsrichter, der das Spiel als Unparteiischer leitete.
1878 fand das erste Spiel bei elektrischer Beleuchtung (durch sogenannte Flutlichter) in Sheffield an der Bramall Lane statt. Ein Jahr später wurde die erste Profiliga in England gegründet (erster Meister war Preston North End). Im Jahr 1891 wurde in Irland der Elfmeter ins Reglement aufgenommen. Seit 1897 kann ein Entscheidungsspiel bei einem Unentschieden verlängert werden. Zwei Jahre später erlaubte der englische Verband in England den bezahlten Vereinswechsel, zunächst allerdings nur zu einem Höchstbetrag von zehn Pfund.
Im Kontinentaleuropa konnte sich der Fußball zuerst in der Schweiz durchsetzen. In der Genferseeregion wurde von Engländern, die an dortigen Privatschulen studierten, ab ungefähr 1855 der Fußball eingeführt. Der älteste noch bestehende Klub, der 1879 ebenfalls von englischen Studenten gegründete FC St. Gallen, spielte anschließend eine zentrale Rolle bei administrativen Fragen rund um den Fußball. Von der Schweiz aus wurde der Fußball in die umliegenden Länder exportiert. Der von Schweizern gegründete Stade Helvétique Marseille wurde 1909 französischer Meister; die Mannschaft bestand aus 10 Schweizern und einem Engländer. Der FC Barcelona wiederum wurde vom Schweizer Joan Gamper gegründet.

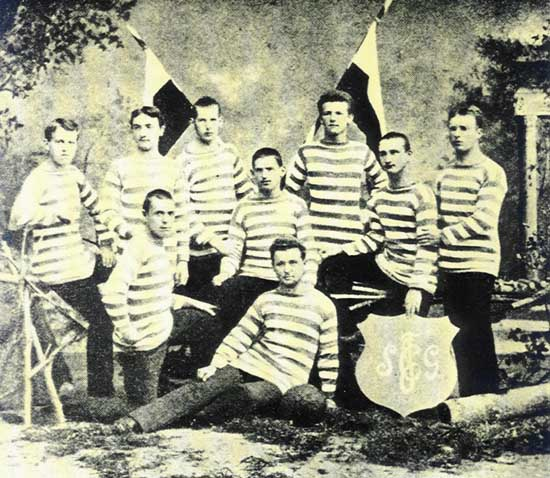
Der FC St. Gallen im Jahr 1881

1895 formierten elf Schweizer Klubs, darunter Universität-Teams bestehend aus britischen Spielern, den Schweizerischen Fussballverband. Dieser trug die erste Schweizer Meisterschaft in der Saison 1897/1898 unter dem Sponsor La Suisse Sportive, einer welschen Sportzeitung, aus.
In Deutschland befand sich das Fußballspiel zur gleichen Zeit noch in den Kinderschuhen. Erstmals hatte es der Gymnasiallehrer Konrad Koch 1874 am Martino-Katharineum in Braunschweig eingeführt. Koch selbst war zeit seines Lebens ein Anhänger des Rugbyspiels. Sein Biograph Malte Oberschelp betont, Koch habe nicht Fußball in Deutschland eingeführt, sondern Rugby. Deshalb ließ er seine Schüler auch diese Variante des Fußballs mit Aufnehmen des Balles mit den Händen spielen. Im westlichen Rheinland brachten ansässige englische Kaufleute und Industrielle neben dem traditionellen Reitsport den „Fußballsport“ ins Land. Er musste hier viel länger als im Mutterland England um seine gesellschaftliche Anerkennung ringen, denn bis ins 20. Jahrhundert hinein war deutsche Leibesertüchtigung und -erziehung gleichbedeutend mit dem seit der Reichsgründung im Jahr 1871 in Schule und Militär fest verankerten Turnen. Die aus England importierte Mannschaftssportart war im deutschen Kaiserreich eine neue und moderne Form der Körperkultur.
Als erster Fußballverein in Deutschland galt lange Zeit der Dresden English Football Club, der 1873 von in Dresden lebenden und arbeitenden Engländern gegründet wurde. Aus einer englischen Quelle geht allerdings hervor, dass der Dresden Football Club zwar im Oktober 1873 gegründet wurde, aber nach den Rugby-Regeln spielte. Fußball etablierte sich auch sehr früh bei der kaiserlichen Marine, die eng am englischen Vorbild und weltpolitischen Rivalen ausgerichtet war. Der erste Beleg für ein Fußballspiel in Deutschland, das nach Regeln der Football Association (FA) gespielt worden war, stammt aus Lüneburg und datiert aus dem Jahr 1875. Am dortigen Johanneum führten der Lehrer Wilhelm Görges und der vom Marlborough College kommende junge Engländer Richard Ernest Newell Twopeny das Fußballspiel ein. Mehrere Spiele sind dokumentiert, über das erste berichtete auch der Lüneburgsche Anzeiger im September 1875. Der am Johanneum gegründete Club bestand aber nur kurze Zeit und geriet danach in Vergessenheit.
Frühe Vereinsgründungen finden sich zudem im Umfeld der alten technischen Universitäten, so in Dresden, Karlsruhe, Aachen und München. Die aufstrebenden Fußballer übernahmen korporationsstudentische Bräuche und Lieder auf ihren Sport, distanzierten sich aber vom klassischen Verbindungsbetrieb der traditionellen Universitäten wie vom herkömmlichen Turnsport. So wurde aus der Liedzeile O alte Burschenherrlichkeit der Text O wonnevolles Fußballspiel.
Der Fußballsport jener Jahre wurde vorwiegend in bürgerlichen Kreisen ausgeübt und galt als Modesportart des Bürgertums wie von Aufsteigern, nicht zuletzt jüdischer Herkunft (vgl. Kurt Landauer, Walther Bensemann, Julius Hirsch usw.). Arbeiter verfügten weder über genügend Freizeit noch über finanzielle Mittel für die Ausrüstung. Erst durch die Sozialgesetzgebung der Weimarer Republik erreichte der Fußball ähnlich anderen Sportarten in den 1920er-Jahren auch die Arbeiterschichten und wurde damit zum Massenphänomen.

### Der organisierte Fußball im 20. Jahrhundert

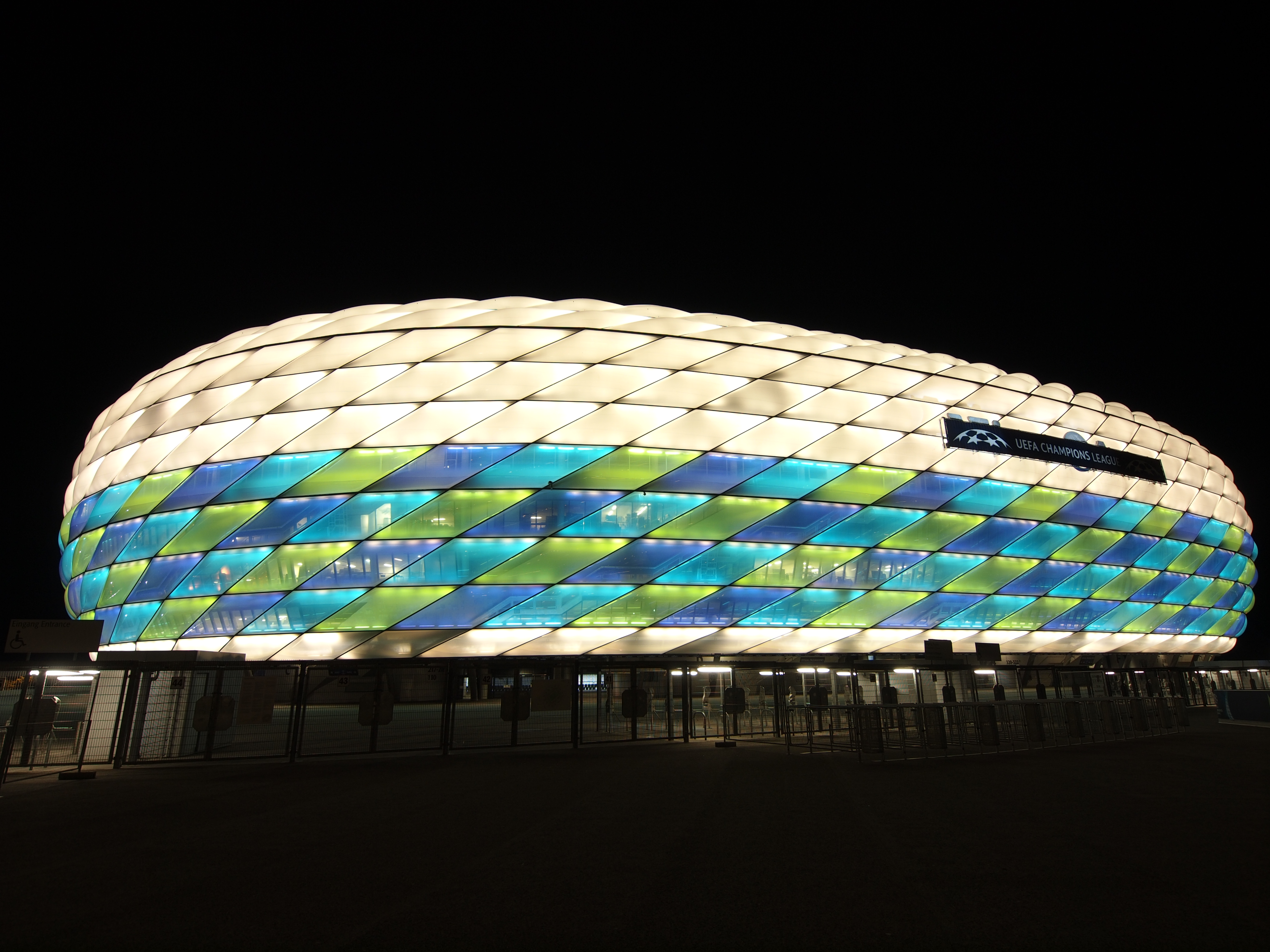
Die Allianz Arena in München: Eines der modernsten Stadien der Welt, erbaut zur WM 2006

1900 bekam der Fußball mit Gründung des Deutschen Fußball-Bundes (DFB) erstmals in Deutschland einen übergeordneten Verband. Im gleichen Jahr wurden bei den Olympischen Spielen in Paris zwei Fußballspiele ausgetragen.
Am 31. Mai 1903 richtete der Altonaer Fußballclub von 1893 (Altona 93) das Endspiel um die deutsche Fußballmeisterschaft zwischen dem VfB Leipzig und dem DFC Prag auf der Exerzierweide in Bahrenfeld (damals ein Stadtteil von Altona) aus.
Am 21. Mai 1904 wurde ein Weltverband, die Fédération Internationale de Football Association (FIFA) in Paris gegründet, der Länderspiele organisieren und die internationalen Fußballregeln aufstellen sollte, sich dabei aber auch stark an der viel älteren englischen FA sowie den anderen britischen Verbänden ausrichten musste. Daraus resultierte auch das International Football Association Board, das sich bis heute aus Vertretern der vier britischen Verbände und vier Vertretern der FIFA zusammensetzt. Die FIFA definierte den Begriff gefährliches Spiel, führte den direkten Freistoß ein und hob die Bestimmung auf, wonach die Hosen der Spieler die Knie bedecken mussten. Weitere neue Regeln des Weltfußballverbandes verboten dem Torwart, beim Strafstoß die Torlinie zu verlassen, er durfte sich aber bewegen, um den Schützen zu irritieren. Ferner wurden Metalleinlagen in den Fußballschuhen untersagt, der Ball musste aus Leder sein, und die Schiedsrichter waren angehalten, ein Spielprotokoll anzufertigen. 1907 wurde das Abseits in der eigenen Spielhälfte aufgehoben. Zwei Jahre später wurden Bestimmungen zum Platzverweis festgelegt. 1913 führte die FIFA den sogenannten gebührenden Abstand (10 Yards, in etwa 9,15 Meter) zwischen Schütze und Gegenspielern beim Freistoß ein. 1920 wurde Abseits beim Einwurf aufgehoben. Seit 1924 darf der Eckball direkt ins Tor geschossen werden.
Österreich war mit der Einführung einer Profiliga im Jahr 1924 der erste kontinentaleuropäische Staat mit einer Liga für Berufsfußballspieler. Drei Jahre später initiierte der Österreichische Fußball-Bund mit dem Mitropapokal den ersten bedeutenden internationalen Wettbewerb für Vereinsmannschaften in Europa. Der Mitropapokal gilt als Vorläufer des heutigen Europapokals.
Seit 1900 ist Fußball olympische Disziplin, 1920 nahm Ägypten als erste nichteuropäische Nation teil. Mit 22 Wettbewerbern, darunter die USA und Uruguay, war das olympische Turnier 1924 in Paris der erste globale Wettstreit. Gewinner war Uruguay, das 1928 in Antwerpen seinen Olympiasieg wiederholen konnte.
Im Jahr 1930 richtete die FIFA auf Initiative von Enrique Buero und Jules Rimet die erste Weltmeisterschaft aus, bei welcher der Gastgeber Uruguay Weltmeister wurde. 13 Mannschaften nahmen an der WM teil, die deutsche Mannschaft verzichtete jedoch wie fast alle europäische Mannschaften aus Kostengründen auf die Reise nach Südamerika.
Der europäische Fußballverband UEFA wurde 1954 in Basel gegründet. Die UEFA richtete bereits 1955/56 den ersten Europapokal der Landesmeister (heute: UEFA Champions League) und seit 1960 den Wettbewerb Europapokal der Nationen aus, der 1968 in Europameisterschaft umbenannt wurde.
Im Jahr 1970 erlaubte der Deutsche Fußball-Bund in Deutschland den Frauenfußball, nachdem sich zunehmend Frauenfußballmannschaften unter teilweise kreativen „Tarnnamen“ gebildet hatten.
Am 15. Dezember 1995 erschütterte die sogenannte „Bosman-Entscheidung“ die gängige Ablösepraxis im Fußball. Der Europäische Gerichtshof befand, dass Fußballspieler normale Arbeitnehmer seien. Seither kann für Fußballspieler nur noch Ablöse verlangt werden, wenn sie einen laufenden Vertrag haben.
Nach mehreren Einladungsturnieren in den 1970er und 1980er Jahren fand 1991 die erste Fußball-Weltmeisterschaft der Frauen statt, seit 1996 wird auch der Olympiasieger unter den Frauennationalteams ermittelt.

## Spielprinzip

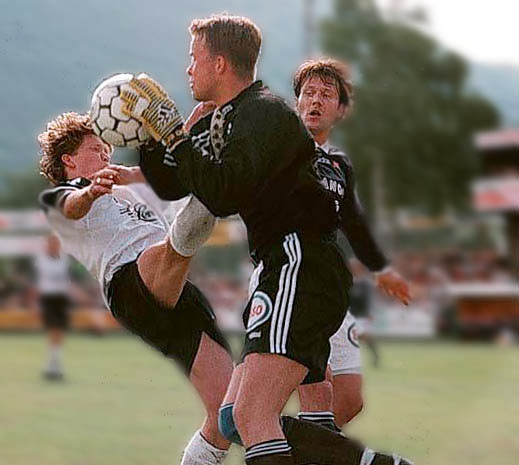
Torwart

Fußball wird von zwei Mannschaften mit je elf Spielern auf einem rechteckigen Spielfeld gespielt. Ziel des Spieles ist es, den Ball öfter in das gegnerische Tor zu befördern, als es der Gegner schafft. Ein Tor ist erzielt, wenn der Ball im vollen Umfang die Torlinie zwischen den Torpfosten und unterhalb der Querlatte überquert. Fußball ist sowohl die Bezeichnung für die Sportart als auch für das Spielgerät, den Fußball selbst.
Die Tore befinden sich in der Mitte der beiden kurzen Seiten des Spielfeldes. Bewacht werden sie von einem besonderen Spieler der jeweiligen Mannschaft, dem Torwart, der innerhalb des Strafraums den Ball auch mit den Händen spielen darf. Der Torwart trägt eine spezielle Kleidung und Ausrüstung (Torwarthandschuhe), die ihn optisch von den anderen Spielern unterscheidet. Die anderen zehn Spieler jeder Mannschaft werden Feldspieler genannt und unterteilen sich in Abwehr- und Mittelfeldspieler sowie Stürmer.
Sieger ist die Mannschaft, die im Spielverlauf die meisten Tore erzielen konnte. Bei Gleichstand endet das Spiel unentschieden. Eine Ausnahme bilden Spiele in sogenannten K.-o.-Runden, dort kann es zum Zwecke der Entscheidungsfindung zur Verlängerung und/oder zum Elfmeterschießen kommen.

### Regeln

Abmessungen eines Fußballfeldes

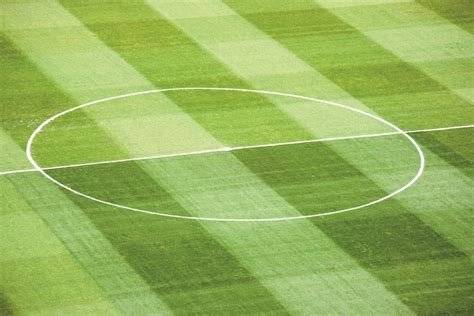
Ein Naturrasenfußballfeld

Das Spiel auf freiem Feld unterliegt im Allgemeinen folgenden Regeln: Gespielt wird auf einem rechteckigen freien Feld. Normalerweise dient ein Rasen als Bodenbelag, seltener wird auf einem Hartplatz (Tennenfläche), zunehmend jedoch auf Kunstrasen gespielt.
Die Länge der kurzen Seiten (Torlinie) soll zwischen 45 und 90 Meter, die der langen Seiten (Seitenlinie) zwischen 90 und 120 Meter betragen (üblich sind 68 auf 105 Meter, diese Maße sind seit 2008 bei Länderspielen vorgeschrieben). Das Spielfeld wird durch weiße Linien (meistens Kalk) begrenzt, die höchstens zwölf Zentimeter breit sein dürfen. Ebenso werden die Mittellinie, der Anstoßkreis und Anstoßpunkt, der Strafraum und Elfmeterpunkt, der Torraum und die vier Eckkreise markiert.
In der Mitte der kurzen Seiten befindet sich je ein Tor. Es besteht aus zwei „Pfosten“, die durch eine „Querlatte“ verbunden sind. Der Abstand zwischen den Innenkanten der Pfosten beträgt 7,32 Meter. Die Unterkante der Querlatte ist 2,44 Meter vom Boden entfernt. Die Tore sind mit Netzen versehen, um den Ball aufzufangen, wenn er ins Tor gelangt ist. Der Fußball soll die Form einer Kugel haben und aus einem geeigneten Material wie zum Beispiel Leder bestehen.

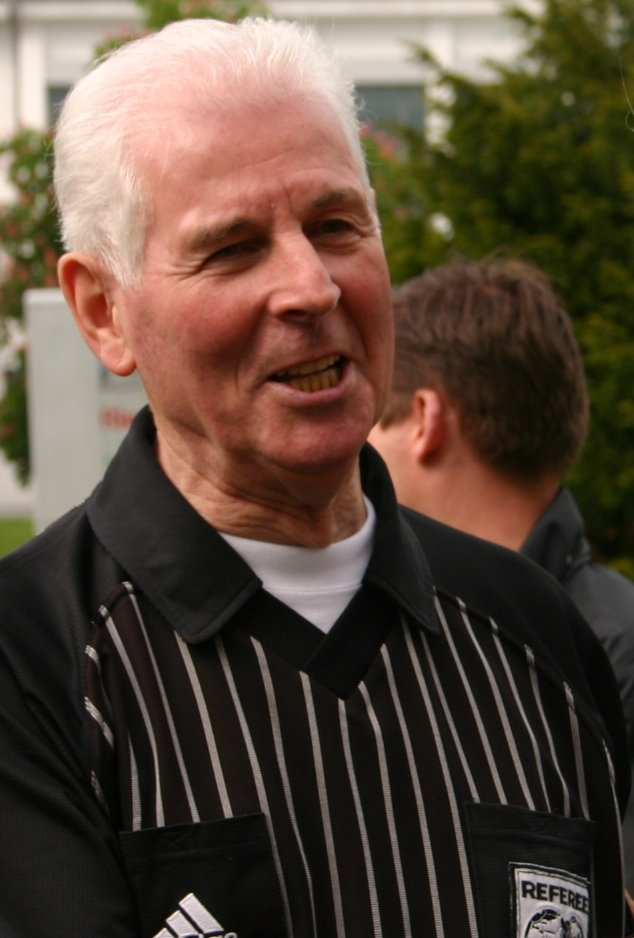
Der ehemalige FIFA- und WM-Schiedsrichter Walter Eschweiler (2005)

Spielerausrüstung der Feldspieler und des Torwarts sind Trikot, Stutzen, Schienbeinschützer, Fußballschuhe und kurze Hosen. Die Regeln besagen, dass ein Spieler keinen Schmuck (Halskette, Armbanduhr, Ring, Ohrring o. ä.) im Spielbetrieb tragen darf. Auch Brillen sind verboten, wenn das Tragen einer Brille nicht medizinisch unbedingt notwendig ist (z. B. bei Edgar Davids); entsprechendes gilt für medizinische Schutzmasken und Verbände. Der Grund für diese Verbote liegt in der erhöhten Verletzungsgefahr. Der Ball darf mit dem ganzen Körper gespielt werden, außer mit den Armen und Händen. Nur der Torwart darf den Ball mit Armen und Händen berühren, jedoch nur innerhalb des eigenen Strafraums und nur, wenn der Ball nicht absichtlich vom eigenen Mitspieler mit dem Fuß oder dem Knie zu ihm zurückgespielt wurde (Rückpassregel). Der Torwart ist außerdem durch seine Kleidung gekennzeichnet, die sich deutlich von den Trikots der Feldspieler und des Schiedsrichters unterscheiden muss. Außerhalb des Strafraums verhält er sich wie ein normaler Feldspieler. Ein Spiel darf nicht angepfiffen werden, wenn kein Spieler als Torwart gekennzeichnet ist. Auch Feldspieler dürfen beim Einwurf den Ball mit den Händen spielen, um den Ball aufs Spielfeld zurückzubringen, wenn er die Seitenlinie überquert hat. Jedes andere absichtliche Berühren des Balles mit der Hand ist verboten. Als „absichtlich“ ist ein Handspiel immer dann zu werten, wenn der Spieler eine Bewegung mit der Hand oder dem Arm zum Ball hin ausführt. Wird eine Hand in natürlicher Haltung angeschossen, liegt kein absichtliches Handspiel vor.
Die Spielzeit beträgt normalerweise 90 Minuten, aufgeteilt in zwei Spielhälften von je 45 Minuten Dauer mit einer Halbzeitpause von maximal 15 Minuten. Die tatsächliche Spieldauer ist jedoch meist um einige Minuten länger, da der Schiedsrichter auf Grund von Unterbrechungen die Spieldauer um eine entsprechende „Nachspielzeit“ verlängern kann.

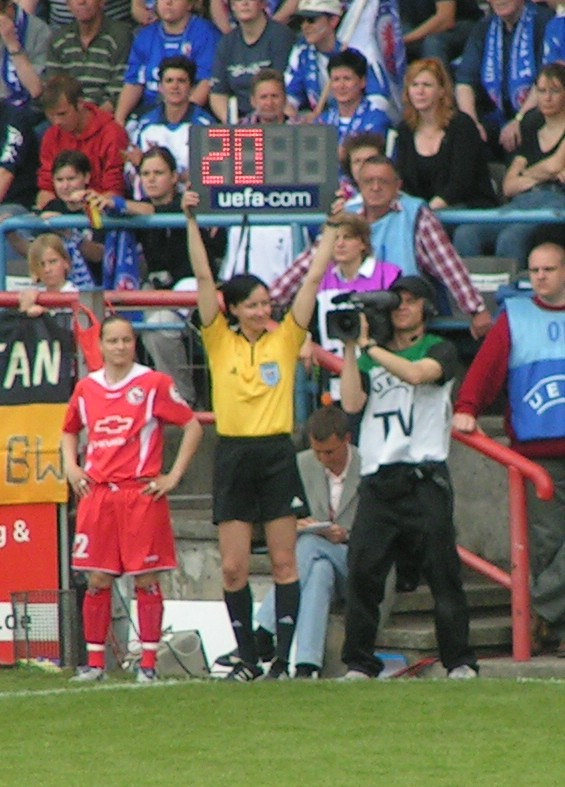
Die Vierte Offizielle (hier Inka Müller-Schmäh) zeigt eine Auswechslung an

Eine Mannschaft besteht aus zehn Feldspielern und dem Torwart. Durch Platzverweise („Rote Karte“ oder „Gelb-Rote Karte“) kann sich die Zahl der Spieler verringern. Insgesamt dürfen bei Wettbewerbsspielen maximal fünf Ersatzspieler eingewechselt werden, um erschöpfte oder verletzte Spieler auszutauschen oder taktische Änderungen vorzunehmen. Bereits ausgewechselte Spieler dürfen jedoch nicht wieder eingewechselt werden. Verstößt eine Mannschaft gegen eine dieser Regeln, so wird das Spiel im Nachhinein 3:0 für den Gegner gewertet, falls der Gegner nicht ohnehin höher als 3:0 gewonnen hat. Hat eine Mannschaft weniger als sieben Spieler auf dem Feld, darf das Spiel nicht begonnen oder fortgesetzt werden.
Die Einhaltung der Regeln wird von einem Schiedsrichter auf dem Spielfeld überwacht. Er wird bei höherklassigen Spielen von zwei Schiedsrichterassistenten (Linienrichtern) an den Längsseiten des Spielfeldes unterstützt. Bei vielen internationalen Spielen (WM, EM, Europapokal, UEFA Women’s Cup) und in der Bundesliga steht zudem ein weiterer Assistent, der sogenannte „Vierte Offizielle“ zur Verfügung. Seine Aufgabe ist es, das Verhalten der Trainer, Betreuer und Ersatzspieler zu überwachen, Ein- und Auswechslungen abzuwickeln und die Nachspielzeit anzuzeigen. Ebenfalls ist er Ersatzmann des Schiedsrichters. Seit der Fußball-Weltmeisterschaft 2006 gibt es zusätzlich noch einen fünften Offiziellen, der Ersatzmann für die beiden Schiedsrichterassistenten ist. 

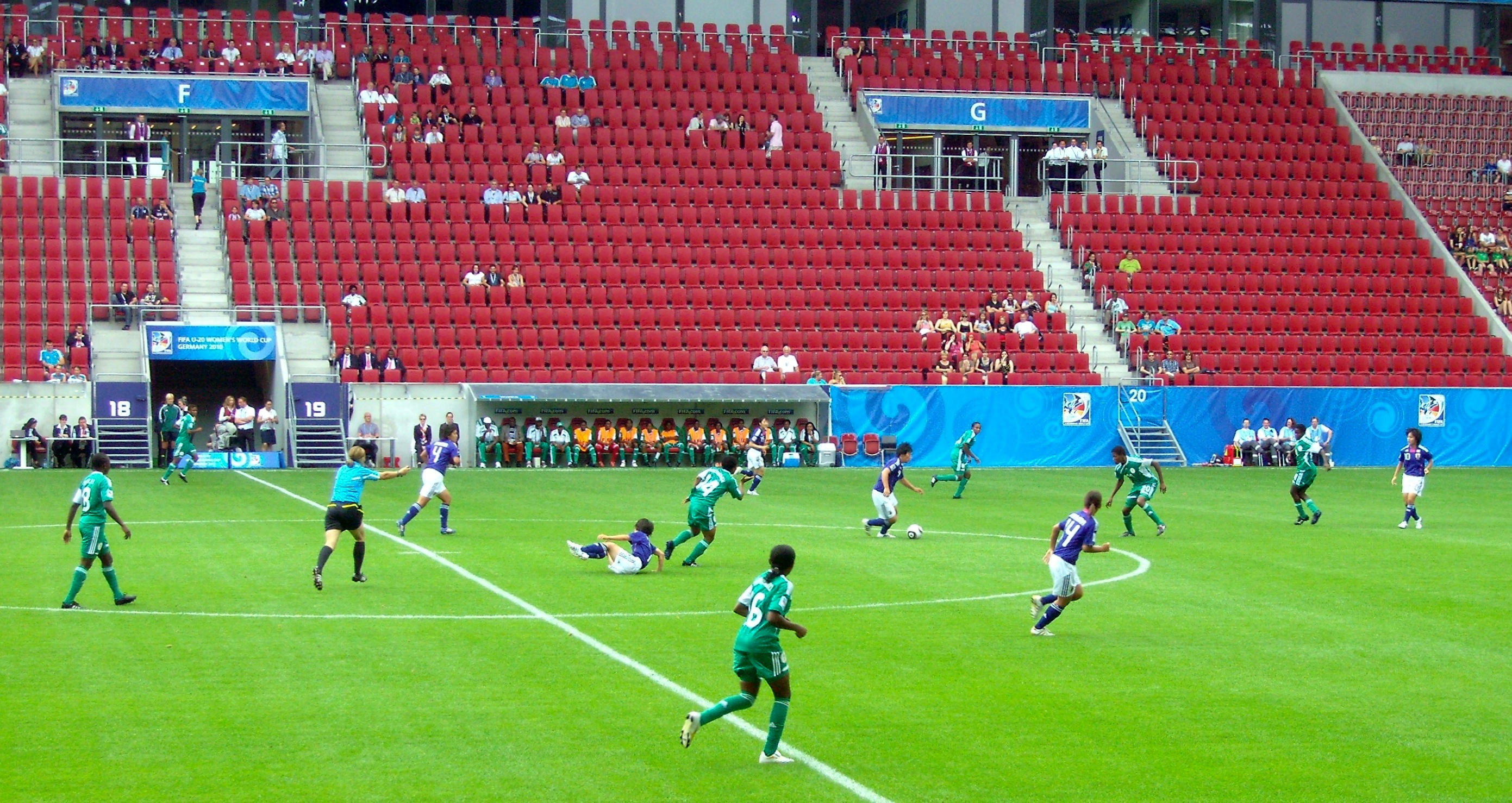
Die Schiedsrichterin (in Türkis) zeigt nach einem Foul an einer japanischen Spielerin (in Blau) Vorteil an, da Japan weiter im Ballbesitz ist

Verstößt ein Spieler gegen die Regeln, entscheidet der Schiedsrichter auf Foul. Das Spiel wird unterbrochen, und die gegnerische Mannschaft erhält einen Freistoß, oder, wenn das Foul im Strafraum begangen wurde, einen Strafstoß vom Strafstoßpunkt. Aufgrund des Abstandes von der Torlinie zum Strafstoßpunkt (12 yards = 10,9728 m) wird der Strafstoß im allgemeinen Sprachgebrauch auch „Elfmeter“ genannt. Wenn die Spielunterbrechung eine für die geschädigte Mannschaft vorteilhafte Spielsituation unterbrechen würde, liegt es im Ermessen des Schiedsrichters, auf „Vorteil“ zu erkennen und das Spiel weiterlaufen zu lassen. Auf direkten Freistoß oder Strafstoß entscheidet der Schiedsrichter, wenn das Spiel wegen eines absichtlichen Handspiels oder wegen eines Fouls (mit Körperkontakt) unterbrochen wurde. In allen anderen Fällen entscheidet der Schiedsrichter auf indirekten Freistoß. Aus einem direkten Freistoß kann direkt ein Tor erzielt werden. Nach einem indirekten Freistoß ist der Ball erst im Spiel, wenn ein zweiter Spieler (gleich welcher Mannschaft) den Ball berührt und der Ball sich bewegt hat. Es kann also nur ein Tor erzielt werden, wenn ein Spieler der eigenen oder der gegnerischen Mannschaft den Ball auf dem Weg ins Tor berührt.
Außerdem kann der Schiedsrichter eine formelle Verwarnung gegen den foulenden Spieler aussprechen. Dies zeigt er durch die „Gelbe Karte“ an. Bei schweren Regelverstößen (z. B. bei einem schweren Foul) kann er den Spieler auch des Platzes verweisen, indem er ihm die „Rote Karte“ zeigt. Zu einem Platzverweis führt auch, wenn ein Spieler die zweite Gelbe Karte in einem Spiel bekommt, dies zieht dann automatisch eine rote Karte nach sich, weshalb sie auch „Gelb-Rote Karte“ genannt wird. Insbesondere sollen Fouls oder Handspiele dann mit einem Feldverweis (rote Karte) bestraft werden, wenn dadurch eine klare Torchance des Gegners verhindert wird, oder durch ein Foul die Gesundheit des gefoulten Spielers in Gefahr ist bzw. Gesundheitsgefahr durch den foulenden Spieler in Kauf genommen wird.

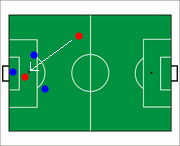
Abseits-Situation: Rot ist abseits

Als komplizierteste Regel im Fußball gilt die Abseitsregel. Dies ist eine Bestimmung, die bestimmte Spielfeld-Positionen angreifender Spieler gegenüber den Verteidigern der gegnerischen Mannschaft als regelwidrig erklärt und somit den Angriff auf das gegnerische Tor unterbindet.
Ein Schiedsrichterball wird gegeben, wenn ein Fußballspiel unterbrochen worden ist, ohne dass ein Spieler auf dem Feld gegen die Spielregeln verstoßen hat. Wenn sich z. B. ein Spieler ohne Beteiligung eines Gegners verletzt, kann der Schiedsrichter das Spiel unterbrechen. Anschließend wird es mit Schiedsrichterball an der Stelle, an der es unterbrochen wurde, fortgesetzt.
Ist der Platz aufgrund schlechten Wetters oder aus andern Gründen unbespielbar, so dass die Spieler Gefahr laufen, sich zu verletzen, oder eine ordnungsgemäße Durchführung des Spieles nicht möglich ist, kann der Schiedsrichter das Spiel absagen bzw. nach Anpfiff ab- oder unterbrechen. Auch wenn das Flutlicht bei Dunkelheit ausfällt, wird das Spiel unterbrochen. Ist nach einer bestimmten Zeit (meistens 30 Minuten) der Fehler nicht behoben, wird das Spiel abgesagt. Bei Schnee muss mit einem farbigen (zumeist neonfarbenen), gut sichtbaren Ball gespielt, und die Strafräume müssen mit acht Hilfsflaggen gekennzeichnet werden oder werden freigeräumt. Die Fahnen am Spielfeldrand an den Eckfahnen sind stets obligatorisch. Bei Nebel wird ein Spiel abgesagt, wenn das gegnerische Tor von der gegenüberliegenden Torlinie aus nicht mehr erkannt werden kann.
Für Spiele von Frauen, Jugendlichen unter 16 Jahren, Spielern über 35 Jahren oder Behinderten können die Regeln modifiziert werden. Die Größe des Spielfeldes, die Größe, das Gewicht und das Material des Balls, die Größe der Tore, die Dauer des Spiels und die Anzahl der Auswechslungen können angepasst werden.
Regeländerungen werden durch das International Football Association Board beraten und beschlossen.

### Taktik

Eine Variante des 4-4-2-Systems

Beim Fußball kommt es vor allem auf vier Punkte an: auf der Basis von körperlicher Fitness und Kondition aufbauend die spielerischen Fähigkeiten, die Ballfertigkeit, die Technik sowie die Taktik.
Zur Spieltaktik gehören das geplante Zusammenwirken der verschiedenen Mannschaftsteile, eine bestimmte Einteilung und Aufstellung der Positionen auf dem Spielfeld sowie ein wechselndes Umschalten von Abwehr zu Angriff und umgekehrt. Die Taktik selbst wird bestimmt von der Stärke des Gegners, vom Spielverlauf, vom Spielstand und von eventuellen verletzungsbedingten Auswechselungen oder einem Platzverweis.
Die Spieler einer Mannschaft nehmen unterschiedliche Funktionen und Positionen auf dem Platz ein. Die Verteidigung kann sich aus den Positionen Innenverteidiger sowie rechter und linker Außenverteidiger zusammensetzen. In modernen Systemen wird mit einer Abwehrreihe von meistens vier Abwehrspielern (Viererkette) ganz ohne Libero gespielt. In Spielsystemen mit Libero soll oft ein Vorstopper dazu dienen, den gegnerischen Mittelstürmer auszuschalten. Je nach Situation im Spiel bleibt der Libero hinter der Abwehr, wobei er auch das Spiel nach vorne aufbauen und sich in die Offensive einschalten kann. Der Innenverteidiger ist vorwiegend ein reiner Abwehrspieler, der die gegnerischen Angreifer am Toreschießen hindert und sich zumeist nur bei Eckbällen und Freistößen des eigenen Teams in die Offensive einschaltet.
Die sogenannten Mittelfeldspieler, im alten WM-System noch als Außenläufer und Halbstürmer bezeichnet, haben meist vielseitige Aufgabenstellungen, da sie sowohl in Abwehr, Spielaufbau und Angriff gefordert sind. Allerdings werden ihnen auch je nach Taktik besondere Aufgaben zugewiesen, sodass es hier Spezialisten für die Defensive wie auch für den Spielaufbau im Zentrum oder über die Flügel gibt.
Angriffe auf das Tor des Gegners werden vor allem durch die sogenannten Stürmer abgeschlossen, deren Hauptaufgabe es ist, den Ball selbst ins gegnerische Tor zu befördern oder dies einem Mannschaftskameraden durch geschicktes Zuspiel zu ermöglichen.

### Varianten und Abwandlungen
Der Weltfußballverband FIFA erkennt neben der Variante auf dem Feld auch Futsal und Beachsoccer als offizielle Varianten des Sport an. Außerdem gibt es Zahlreiche weitere Varianten wie z. B. Streetsoccer, Walking Football oder FUNino.

#### Futsal
Der Begriff Futsal ist eine Abkürzung der portugiesischen und spanischen Ausdrücke für Hallenfußball (futebol de salão bzw. fútbol sala). Futsal wird im 5 gegen 5 auf einem handballähnlichen Spielfeld mit einem sprungreduzierten Ball gespielt. Im Futsal veranstalten sowohl FIFA als auch die UEFA interkontinentale bzw. kontinentale Wettbewerbe für National- und Vereinsmannschaften.

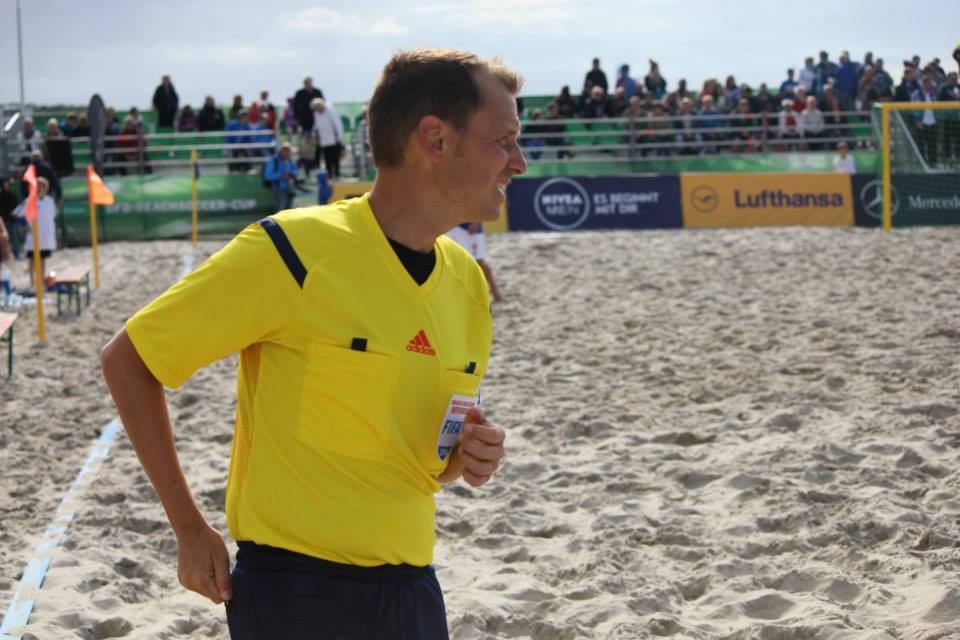
Schiedsrichter während einem Beachsoccerspiel

#### Beachsoccer
Beim Beachsoccer wird auf Sand mit Teams zu je 5 Spielern ohne Schuhe gespielt. Ein Spielfeld ist mindestens 35 Meter lang und 26 Meter breit. Der Verband Beach Soccer Worldwide (BSWW) organisiert unter Anerkennung der FIFA zahlreiche Turniere für National- und Vereinsmannschaften. In Zusammenarbeit mit der FIFA wird die Beachsoccer-Weltmeisterschaft organisiert.

#### Sonstige
Das „echte“ Fußballspiel wird vielfach simuliert. Neben zahllosen Computerspielen bzw. Videospielen werden Tischfußball, Tipp-Kick und Subbuteo als Miniaturvarianten von Millionen von Spielern gespielt. Inzwischen spielt man auch Menschenkicker als Mischform zwischen Fußball und Tischfußball. Es gibt auch zunehmend ansehnlicher werdende Wettbewerbe in Roboterfußball.

## Bedeutung

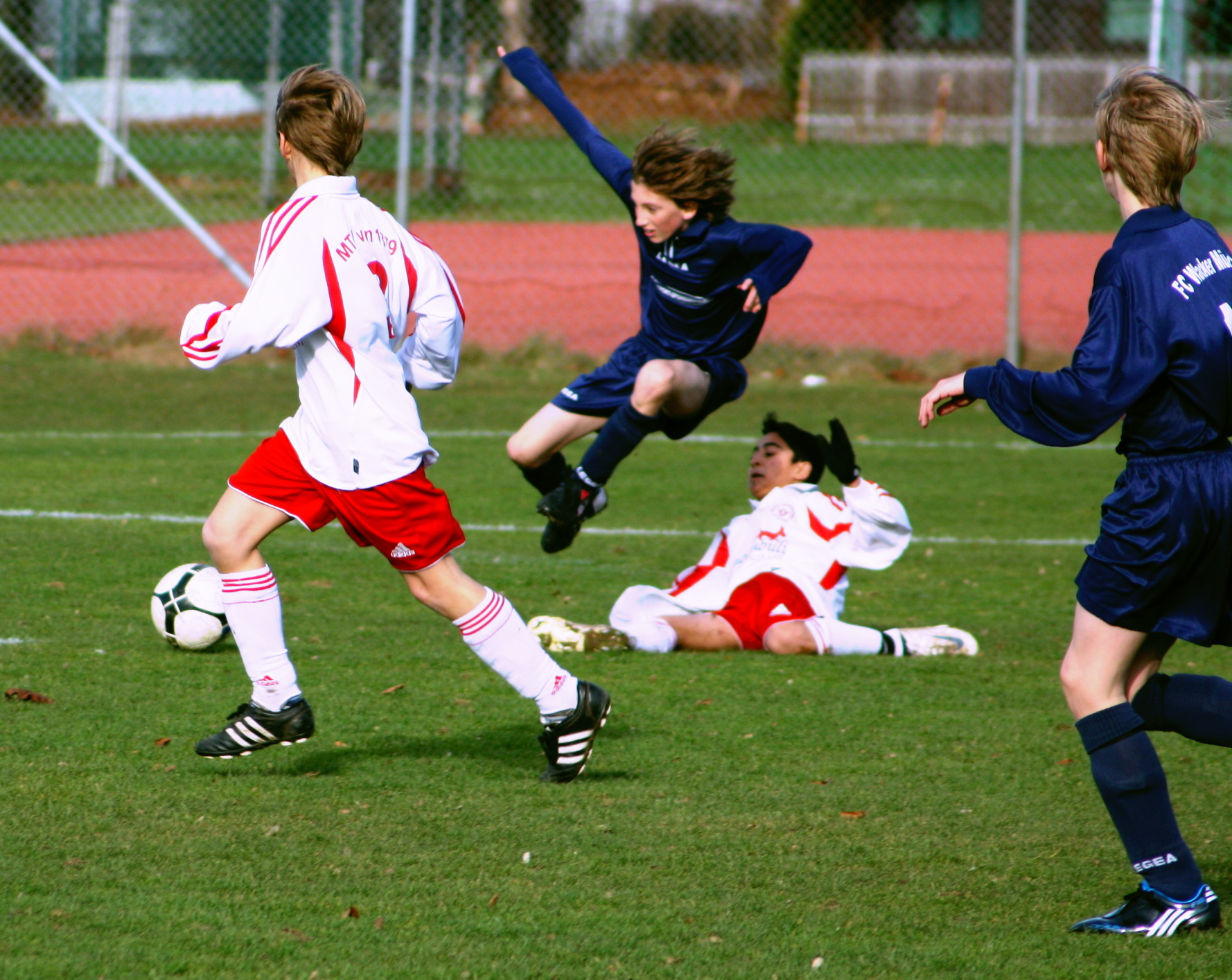
Vereinsfußball bei D-Junioren

Das Fußballspiel hat sowohl als Spitzensportart mit Aktienbörsen-Präsenz sowie besonders als Breitensportart für mittlerweile alle Bevölkerungsschichten große Bedeutung. Es wird in Vereinen und Schulen gespielt, aber auch als Straßenfußball und – mit freierer Regelinterpretation – auf Bolzplätzen und beliebigen Freiflächen. Besonders in ärmeren Ländern wie Brasilien ist der Berufswunsch Fußballstar eine der wenigen Möglichkeiten, den Armenvierteln zu entrinnen. Der Nobelpreisträger Albert Camus sagte einmal:

„Was ich schließlich am sichersten über Moral und Verantwortung weiß, verdanke ich dem Fußball.“

### Weltweite Verbreitung
Fußball ist heute eine der beliebtesten und am weitesten verbreiteten Sportarten weltweit. Laut Angaben des Weltfußballverbandes FIFA spielten im Jahr 2006 über 265 Millionen Menschen in über 200 Ländern Fußball. Davon sind über 38 Millionen in weltweit über 325.000 Vereinen organisiert. 209 Länder und autonome Regionen sind Mitglieder der FIFA. Vor allem die einfachen Grundregeln sowie die geringe Ausrüstung, die zur Ausübung dieses Sports notwendig ist, machten das Spiel, das weltweit die gleichen Regeln hat, so populär und förderten seine Ausbreitung. Allein in Deutschland sind sechs Millionen Menschen in über 27.000 Fußballvereinen aktiv. Hinzu kommen noch etwa vier Millionen Menschen, die als sogenannte Hobbykicker in ihrer Freizeit in Hobby-, Betriebs- oder Thekenmannschaften regelmäßig Fußball spielen.

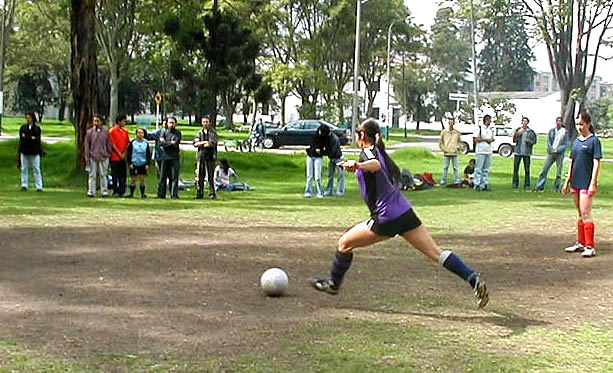
Fußball als Freizeitvergnügen

Es wird nicht nur auf der ganzen Welt Fußball gespielt, sondern es gehen Millionen Menschen regelmäßig in Fußballstadien, um dem Spiel zuzuschauen. Insbesondere in Europa und Südamerika dominiert der Fußball in der Sportberichterstattung. Weit mehr verfolgen die Spiele in allen Ländern der Welt über das Fernsehen.
Die 306 Spiele der deutschen Bundesliga-Saison 2009/10 besuchten über 13 Millionen Zuschauer (im Schnitt 42.490 Zuschauer). Die höchste je dokumentierte Zuschauerzahl liegt bei knapp 200.000 (Brasilien-Uruguay im Maracanã bei der WM 1950). Fußball hat einen wichtigen, sozial verbindenden Einfluss: Die Fußballinteressierten kommen nahezu aus allen sozialen Schichten und besuchen Spiele sowohl auf regionalen Fußballplätzen als auch in den modernen Arenen. Für viele Millionen Menschen ist der Fußball vor allem Freizeitvergnügen. Er ist aber auch Gesprächsthema, für einige Fußballfans eine Art Ersatzreligion. Der Fußball ist für die Medien von großer Bedeutung, er füllt die regionalen und überregionalen Zeitungen, die Fachzeitschriften und sorgt für höchste Einschaltquoten im Fernsehen. Der Fußball ermöglicht es, menschliche Unzufriedenheit oder „nationale Differenzen“ gewaltlos auszutragen oder zumindest zu kanalisieren, was hierbei allerdings nicht allzu ernst genommen werden darf.
Frauenfußball ist in der öffentlichen Wahrnehmung weitaus weniger präsent und populär, dennoch hat er in einigen Ländern, wie beispielsweise den Vereinigten Staaten und Deutschland, in den letzten Jahrzehnten an Bedeutung gewonnen, nicht zuletzt durch die wiederholten Erfolge der dortigen Frauennationalteams.

### Faszination
Das Sportspiel Fußball ist geeignet, starke Gefühle auszulösen, die nicht nur die Spielenden, sondern auch große Zuschauermassen erfassen können. Die Begeisterung für das spannende Spiel hat in vielen Ländern zur Bildung von Fanklubs und einer weltweiten Verbreitung als beliebtester Mannschaftssportart geführt. Der Spielforscher Siegbert Warwitz nennt für die Faszination, die Spielaktive wie Zuschauer immer wieder in ihren Bann zieht, mehrere Gründe:
- Das Fußballspiel ist ein hoch dynamisches, schnelles, kraftvolles und gleichzeitig technisch wie taktisch anspruchsvolles Kampfspiel, das Angriffslust und Durchsetzungswillen erfordert. Der erlaubte harte Körpereinsatz wird durch strenge Regeln in Grenzen gehalten und durch einen Schiedsrichter überwacht. Sanktionen gewährleisten zusätzlich, dass das Spiel regelkonform und nach dem Gebot des Fair Play abläuft.

Enorme Körperbeherrschung, ein hervorragender Trainingsstand und technisches wie taktisches Können machen ein Fußballmatch heute sowohl im Männer- als auch im Frauenfußball zu einem athletischen, aber auch ästhetisch attraktiven Spiel.

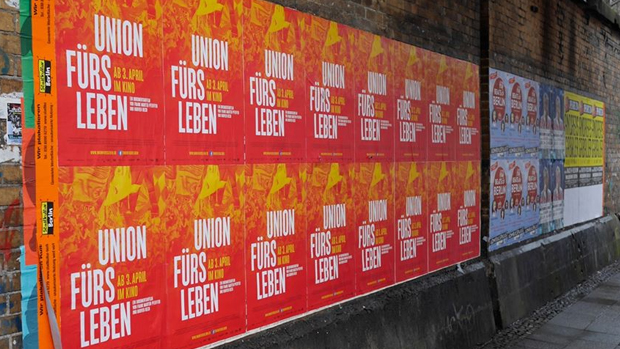
Der Film Union fürs Leben zeigt die Fankultur bei Union Berlin

- Die Spannung entwickelt sich aus dem offenen Spielausgang, aus dem Gelingen oder Misslingen der Spielzüge, aus dem präzisen Zuspiel, den artistischen Einzelaktionen, den Kämpfen Mann gegen Mann, aber auch aus dem taktischen Austricksen des Gegners und der Kommunikation und Kooperation in den eigenen Reihen. Da jedoch nur die erzielten Tore verbucht werden, entscheidet schließlich das bessere Torverhältnis über den endgültigen Sieg, unabhängig davon ob das Ergebnis durch spielerische Überlegenheit oder bessere Torchancen „verdient“ war oder nicht. Das Fußballspiel ist nach der Spieltheorie ein sogenanntes „Nullsummenspiel“, was bedeutet, dass die Größe des Sieges der einen mit der Schwere der Niederlage der anderen Mannschaft korrespondiert:[20] Ballgewinn der einen bedeutet gleichzeitig Ballverlust der anderen, Torerfolg der einen bedeutet Torhinnahme der anderen Mannschaft. Erfolg und Misserfolg stehen in einem Wechselverhältnis. Die eine Mannschaft gewinnt so hoch wie die andere verliert. Die Bilanz kann von Minute zu Minute umschlagen. Dies stimuliert den Kampfgeist der Aktiven und das Mitfiebern der ambitionierten Zuschauer. Ein fast verloren geglaubtes Spiel kann noch zu einem Sieg geführt werden und umgekehrt.

- Ein weiteres Moment liegt in der Form des Mannschaftssports: Ein hochklassiges Spiel lebt von den gekonnten Einzelaktionen der Spieler, mehr aber noch von der Gesamtleistung als Team. Hierbei muss das Profilierungsstreben des einzelnen Stars sich dem gemeinsamen Erfolgswillen der Mannschaft unterordnen. Der legendäre Fußballtrainer Richard Girulatis prägte 1920 entsprechend den viel zitierten Satz: 11 Freunde müsst ihr sein.[21] Dennoch sind es gerade herausragende individuelle Leistungen, insbesondere Tore wie das WM-Tor des Jahrhunderts, die als markante „Fußballmomente“ erinnert werden.

Das Freiwerden und Aufschaukeln hoher Emotionen beim Fußballspiel hat nach Warwitz jedoch einen ambivalenten Charakter: Es können sich dabei positive (spielförderliche), aber auch negative (destruktive) Gefühlsausbrüche entwickeln und über das unmittelbare Geschehen im Stadion hinaus Bahn brechen: Die starke Identifizierung mit einzelnen Spielern, einer Vereins- oder einer Nationalmannschaft kann ausgelassenen Jubel, aber auch tiefe Enttäuschungen auslösen. Wenn sich die Siegeshoffnung nicht erfüllt oder der Sieg in einem unbändigen Taumel ausgelebt wird, können sich rüpelhafte Szenen in den Stadien oder Fan-Schlachten auf den Straßen abspielen. Diese entfesseln sich umso stärker, als sich ein kollektives Bewusstsein mit dem Spielgeschehen mischt und Alkoholisierung mit im Spiel ist. Andererseits bietet jedes hochklassige Spiel auch Gelegenheit zu Bewunderung, zu leistungssteigernder Anfeuerung, zu Erfolgsfreude, zu gebändigter Enttäuschung und neuer Hoffnung. Die oft spektakulären Aktionen auf dem Platz wie auf den Rängen und die Geräuschkulisse zeigen, wie emotional betroffen ein spannendes Spiel die Beteiligten machen kann.
Beide Gefühlsrichtungen auszubalancieren, stellt eine elementare Erziehungsaufgabe vor allem der staatlichen Organe, der Vereine, der Schulen und der Familien dar. Hierzu müsste die Freude an einem kämpferisch und ästhetisch hochrangigen Spiel Vorrang gewinnen vor einem unbedingten Siegeswillen, müssen Frustrationstoleranz und Selbstkontrolle gelernt werden.

### Wirtschaftsfaktor

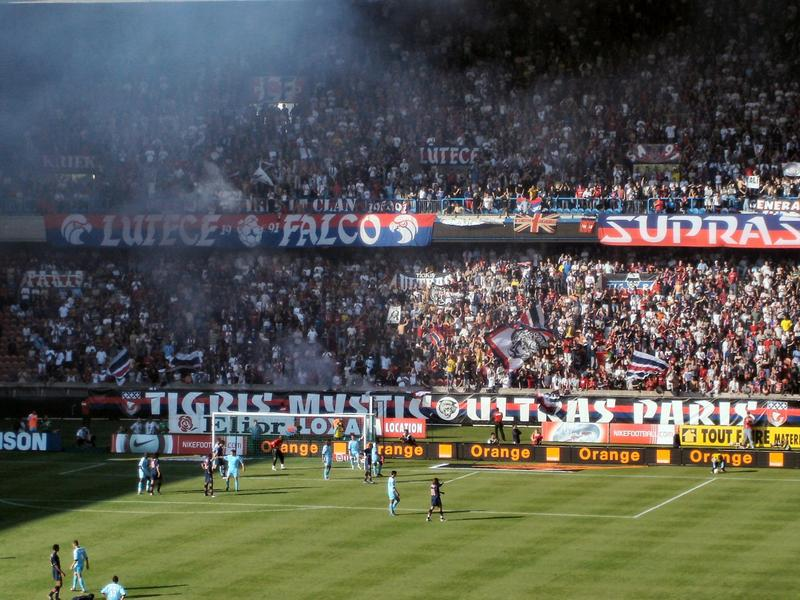
Fußballbegeisterung in ausverkauftem Stadion

Dass der Fußball mittlerweile auch ökonomisch eine große Bedeutung hat, lässt sich an den Fußball-Weltmeisterschaften erkennen.
Die Gastgeber erhoffen sich durch die Ausrichtung des nach den Olympischen Spielen zweitgrößten Sportereignisses der Welt wichtige gesamtwirtschaftliche Impulse.
Zu den Weltmeisterschaften werden jeweils Stadien und Infrastruktur erneuert. Ein Beispiel ist die Fußball-Weltmeisterschaft 2006, bei der alle zwölf Austragungsorte neue Fußballarenen vorweisen konnten, die für zwischen 48 und 340 Millionen Euro umgebaut oder neu gebaut wurden. In Bau und Erweiterung der Stadien investierten der Staat und die Betreiber rund 1,38 Milliarden Euro. Zum Vergleich wurde für die Fußball-Weltmeisterschaft 1974 in Deutschland für neun WM-Stadien 242 Millionen Deutsche Mark, was im Jahr 2019 ca. 360 Millionen Euro entspricht, ausgegeben.
Die Fußball-Weltmeisterschaften werden zum größten Teil durch Sponsoren finanziert. Alleine die internationalen Hauptsponsoren des Weltverbandes FIFA zahlen mit 360 Millionen Euro (im Schnitt etwa 26 Millionen Euro) fast doppelt so viel Geld an den Verband, wie durch den Kartenverkauf eingenommen wird. Die Weltmeisterschaft wird in allen Kontinenten der Welt übertragen. In Deutschland hatte das WM-Endspiel 2002 eine Rekord-Einschaltquote bei Sportübertragungen: Der Marktanteil der Live-Übertragung lag bei 88 Prozent, wobei zu berücksichtigen ist, dass die deutsche Mannschaft das Finale bestritt.

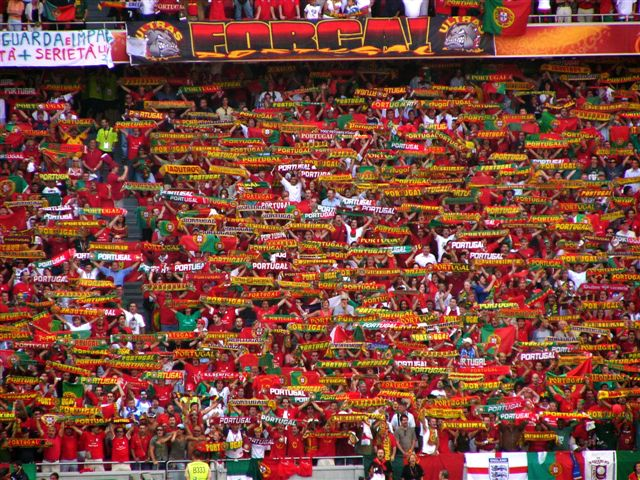
Fußballfans bei der Europameisterschaft 2004 in Portugal

Das meiste Geld verdienen die europäischen Profi-Fußballvereine durch die Fernsehgelder, die durch Werbung im Fernsehen refinanziert werden. Allein die deutsche Bundesliga erhält durch die Übertragung der Spiele im Bezahlfernsehen und durch Zusammenfassungen Gelder in dreistelliger Millionenhöhe jährlich durch die Fernsehsender. Weitere Einnahmen erhalten die professionellen Fußballvereine durch die Zuschauereinnahmen in den Stadien und durch Sponsoren. Die unterschiedlichen Einnahmen aus Fernseh- und Sponsorengeldern ließen eine immer größer werdende finanzielle und sportliche Kluft zwischen den einzelnen Mannschaften der Ligen entstehen. Vor allem die Fernsehgelder, das Merchandising bringen hohe und stetig steigende Einnahmen.
Da durch neue Einnahmen den Vereinen mehr Geld zur Verfügung steht, stiegen ebenso Ablösesummen für Spieler und Trainer sowie die Gehälter der Beteiligten auf zum Teil zweistellige Millionenbeträge. Die öffentlich-rechtlichen Fernsehanstalten hatten für die Übertragung der Bundesliga in der Saison 1987/88 noch 18 Millionen DM (entspricht im Jahr 2019 etwa 16 Millionen Euro) bezahlt, die Erstübertragung der Spiele kostete den Fernsehsender Sat.1 zehn Jahre später schon 180 Millionen DM (ca. 125 Millionen Euro im Jahr 2019). Die Vermarktung hatte jedoch auch ein paralleles Wachstum der durchschnittlichen Zuschauerzahlen zur Folge, in der Hinrunde der Saison 2004/05 besuchten durchschnittlich 34.720 Zuschauer die Spiele. Ebenso wie in Deutschland ist eine Steigerung der Fernsehgelder und Zuschauerzahlen genauso in Europa in England, Spanien, Frankreich, Italien in demselben Maße festzustellen.
Ab dem Ende des 20. Jahrhunderts wurden einige wirtschaftlich starke Vereine wie Manchester United, Ajax Amsterdam oder Galatasaray Istanbul in Aktiengesellschaften umgewandelt.

#### Deutschland
Der erste deutsche Verein, der den Schritt an die Börse wagte, war 2000 Borussia Dortmund. Da hohe zusätzliche Einnahmen gewonnen werden, steigt jedoch auch das wirtschaftliche Risiko einer Insolvenz bei ausbleibendem Erfolg. Im Jahr 2005 hatte Borussia Dortmund nach sportlicher Talfahrt und hohem Schuldenstand Probleme, die Lizenz zu erhalten. Bis 2015 haben die meisten Fußballvereine, die eine Profimannschaft der 1. Bundesliga unterhalten, diesen Bereich in eine Kapitalgesellschaft ausgegliedert. Ausnahmen sind Schalke 04, Mainz 05 und der SC Freiburg. Eine weitere Tendenz zur Kommerzialisierung bzw. Ökonomisierung des Profifußballs ist die Vermarktung von Namensrechten an den jeweiligen Spielstätten, häufig „Arena XX“ genannt. Vier Vereine des deutschen Ligafußballs sind sehr stark mit bestimmten Hauptsponsoren verknüpft, teilweise entstammen diese ehemaligen Betriebssportgruppen (Bayer 04 Leverkusen, VfL Wolfsburg) oder wurden durch starkes finanzielles Engagement eines Sponsors vom Amateurverein zum Proficlub aufgebaut (1899 Hoffenheim). Eine konsequente Umsetzung dieses ökonomischen Prinzips stellt die Neugründung des Vereins RB Leipzig dar. Die Lizenzspielabteilungen der Fußballvereine Hannover 96 und 1860 München werden von finanzstarken privaten Investoren getragen, deren sportlicher Einfluss aber bis auf weiteres durch die sogenannte 50+1-Regel nach den Lizenzierungsregularien der DFL beschränkt bleiben soll. Der Marktführer FC Bayern München AG genießt finanzielle Unterstützung von drei verschiedenen gewerblichen Aktionären (Adidas, Allianz, Audi), deren akkumulierter Aktienanteil 25 % beträgt. Die Aktien von Bayern München werden nicht an der Börse gehandelt.

## Inklusion

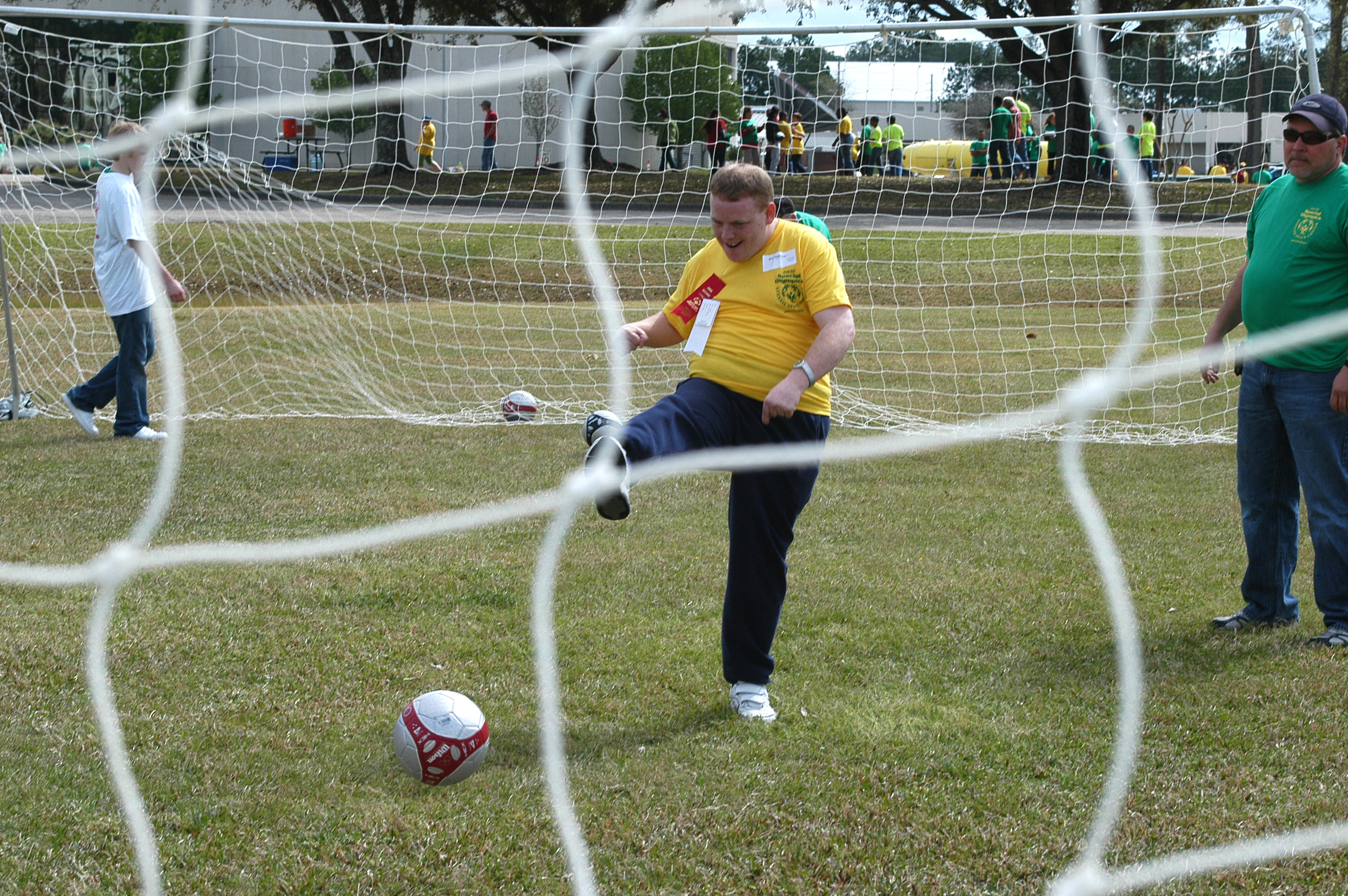
Fußballspiel bei einem Special Olympics Wettbewerb in Mississippi, 2010

Fußball bei Special Olympics ist eine Sportart, die auf den Regeln des Fußballs beruht und in Wettbewerben und Trainingseinheiten der Organisation Special Olympics weltweit für geistig und mehrfach behinderte Menschen angeboten wird. Fußball ist seit 1987 bei Special Olympics World Games vertreten.

## Vereine und Verbände

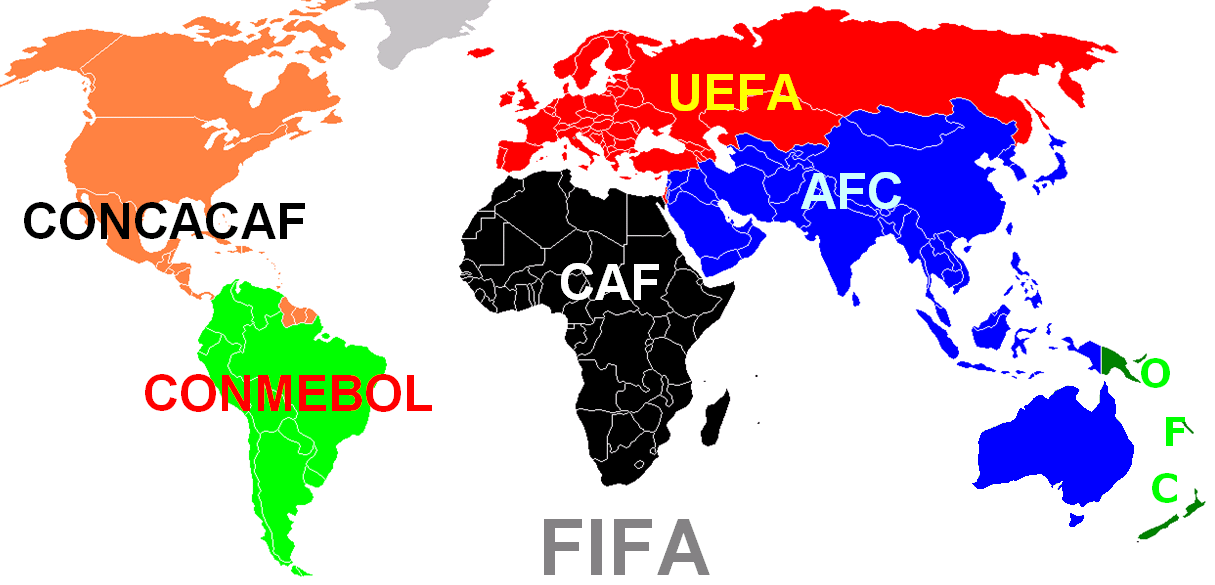
Die sechs Kontinentalverbände der FIFA

Die FIFA (frz.: Fédération Internationale de Football Association) ist der Weltfußballverband mit Sitz im schweizerischen Zürich. Er organisiert verschiedene Fußballwettbewerbe, darunter die Männer- und die Frauen-Fußballweltmeisterschaften. Derzeitiger Präsident ist seit Februar 2016 der Schweizer Gianni Infantino.
Die alle vier Jahre stattfindende Fußball-Weltmeisterschaft, bei der in meist einem Gastgeberland eine Nationalmannschaft als Turniersieger ermittelt wird, ist das derzeit größte Fußballereignis. Nach den sich über fast drei Jahre erstreckenden Qualifikationsrunden werden bei Herren-Turnieren 32 qualifizierte Mannschaften auf acht Gruppen für die Vorrunde aufgeteilt. Davon spielen 16 später im K.-o.-System um den FIFA-WM-Pokal. Das Gastgeberland ist automatisch für die Vorrunde qualifiziert. Die Weltmeisterschaft wird seit 1930, mit Unterbrechung infolge des Zweiten Weltkriegs, durchgeführt. Erstmals wurde im Jahr 1991 eine Fußball-Weltmeisterschaft der Frauen ausgetragen, die ebenso alle vier Jahre stattfindet. Seit 1900 ist Fußball zudem eine olympische Disziplin.
Weitere große Meisterschaften sind die Copa América (Südamerika), Afrikameisterschaft, Asienmeisterschaft, Europameisterschaft, der CONCACAF Gold Cup (Nord- und Mittelamerika) und der OFC-Nationen-Pokal (Ozeanien). Diese Meisterschaften werden von je einer der sechs Kontinentalverbände (Konföderationen) AFC (Asien, Australien), CAF (Afrika), CONMEBOL (Südamerika), CONCACAF (Nord-, Mittelamerika, Karibik), OFC (Ozeanien) und UEFA (Europa) organisiert. 1992 und 1995 spielten die Sieger der kontinentalen Meisterschaften außerdem um den König-Fahd-Pokal und seit 1997 um den nun vom Weltfußballverband organisierten Konföderationen-Pokal.
In den einzelnen Ländern gibt es die nationalen Fußballverbände (z. B. Deutscher Fußball-Bund, Liechtensteiner Fussballverband, Österreichischer Fußball-Bund oder Schweizerischer Fussballverband; siehe auch Liste der FIFA-Mitglieder), die in der Regel eine Meisterschaft unter den im Verband organisierten Vereinen zur Ermittlung des nationalen Fußballmeisters durchführen. Darunter existieren häufig ein mehrstufiges Ligasystem, bis hin zu semiprofessionellen Ligen und den Amateur- und Freizeitligen.

## Problemfelder

### Spielmanipulation und Korruption
Laut der europäischen Polizeibehörde Europol wurden zwischen 2008 und 2011 rund 700 verdächtige Spiele registriert und ein dichtes kriminelles Netzwerk habe sich im Fußball fest eingenistet, so Europol-Chef Rob Wainwright. Betroffen seien vor allem Spiele der WM- und EM-Qualifikation sowie auch Champions-League-Spiele. Wainwright sprach von Manipulationen «auf einem nie dagewesenen Niveau» und betonte: «Das ist ein trauriger Tag für den Fußball und ein weiterer Beweis der Korruption durch organisierte Kriminalität in der Gesellschaft.»
In Deutschland stehen laut dem Bochumer Hauptkommissar Friedhelm Althans 70 Partien unter Verdacht. Beschuldigt werden insgesamt 425 Club-Funktionäre, ehemalige oder heutige Spieler und Schiedsrichter in mindestens 15 Ländern. 151 von ihnen haben ihren Wohnsitz in Deutschland, wo im Zuge des Wettskandals bislang 14 Personen zu Strafen von insgesamt 39 Jahren verurteilt worden waren.
Im Bereich der nationalen und internationalen Fußballverbände, z. B. DFB, UEFA, FIFA, AFC (Asien), CAF (Afrika) und Concacaf (Zentralamerika, Karibik), häufen sich die Verdachtsfälle von schwerer Korruption, Geldwäsche und anderer Finanzdelikte gegen die führenden Verbandsvertreter oder ehemalige Funktionäre. Häufig geht es um die Rechte an Ticketkontingenten, Fernsehübertragungsrechte sowie um die Vergabe von Austragungsorten der großen WM- und EM-Turniere. Durch Ermittlungen der US-Staatsanwaltschaft und Festnahmen der Schweizer Behörden im Frühjahr 2015 beginnt das bisherige stillschweigende Dulden auf Verbandsebene aufzubrechen.

### Hooliganismus, Homophobie, Rassismus
Gesellschaftlich unterscheidet man zwischen Fußballfans und gewalttätigen Hooligans, die die Plattform der Fußballöffentlichkeit immer wieder nutzen, um Gewalt auszuüben. Sie treten häufig in größeren Gruppen junger Personen auf. In der Regel sind sie auch fanatische Anhänger eines Sportvereins, distanzieren sich aber oft von den eigenen Fußballfans. Vor allem bei und im Umfeld von Fußballbegegnungen treffen sie auf ebenso aggressive Hooligans des gegnerischen Vereins. Bei der Konfrontation der miteinander verfeindeten Fangruppen kommt es häufig zu organisierten und abgesprochenen gewalttätigen Übergriffen. Aufgrund der gewaltbereiten Fußballbesucher ist häufig eine hohe Polizeibereitschaft zur Sicherung der Spiele notwendig.
Folgt man Statistiken zum Vorkommen von Homosexualität in der männlichen Bevölkerung, müssten in den Bundesligen mehrere schwule Spieler spielen. Das Fußballmagazin Rund schrieb 2006, dass statistisch gesehen „mindestens drei schwule Teams“ in den Bundesligen spielen müssten. Während mehrere Spielerinnen der weiblichen Bundesliga offen homosexuell leben, ist kein entsprechender Fall eines männlichen Spielers bekannt. Mehrere wissenschaftliche Arbeiten und journalistische Berichte haben dieses Phänomen seit etwa dem Jahr 2000 umfassend beschrieben und auf die homophobe Sondersituation des Profifußballs gerade auch gegenüber anderen primär „männlich geprägten“ Spitzensportarten hingewiesen.
Rassismus im Fußball ist ein andauerndes Problem, zu dem sich das Europäische Parlament am 14. März 2006 mit seiner „Erklärung zur Bekämpfung von Rassismus im Fußball“ äußerte. Auch die UEFA verfolgt eine Null-Tolerance-Kampagne gegenüber Rassismus.
Der Amateurfußball ist mit Gewalt, brutalen Fouls, Schlägereien, Angriffen auf Schiedsrichter und Spielabbrüchen konfrontiert. Eine Studie der Leibniz-Universität Hannover kam zu folgendem Ergebnis: „Je schwerwiegender der Straftatbestand, desto häufiger sind Spieler beteiligt, die nicht deutscher Abstammung sind.“ Während bei den deutschen Spielern die Opfer am häufigsten andere Spieler seien, richte sich die Gewalt von Spielern mit Migrationshintergrund besonders oft gegen die Schiedsrichter. Zu ähnlichen Schlüssen kommt eine wissenschaftliche Untersuchung von Sportgerichtsurteilen des Instituts für Kriminologie an der Universität Tübingen, die für die Spielzeiten 2009/10 und 2010/11 ergeben hat, dass Spieler mit Migrationshintergrund nur etwa ein Drittel aller Spieler stellen, aber an jedem zweiten besonders schweren Fall beteiligt sind. Ein weiteres Problem sind antiwestlich, antiliberal, mitunter auch antisemitisch und antiziganistisch orientierte sogenannte „Tendenzvereine“, die teilweise gezielt als Vorfeldorganisationen aus anderen Gruppen gegründet werden. Soziale, ethnische und weltpolitische Konflikte würden auf dem Fußballplatz ausgetragen.

### Doping
Das öffentliche, aber auch sportinterne Problembewusstsein für Doping im Fußball gilt als gering. Dies hat unter anderem damit zu tun, dass im Fußball vergleichsweise wenig Dopingfälle bekannt werden und dass einige Fußballfunktionäre und im Fußballbereich tätige Ärzte bis heute (2014) behaupten, Doping im Fußball mache kaum oder keinen Sinn, da Fußball keine reine Ausdauer- oder Kraftsportart sei. Zahlreiche Sportwissenschaftler und Dopingexperten widersprechen dieser These.
Einige Experten halten Doping im Fußball auch angesichts der gestiegenen physischen Anforderungen für wahrscheinlich. Laut Medienberichten greifen schon junge Fußballspieler zu Wachstumshormonen und Muskelaufbaupräparaten, um den Sprung in den Profibereich zu schaffen.
Viele Dopingexperten nehmen an, dass die Verbesserung der Ausdauer durch Einnahme von Erythropoetin (EPO) oder die Erhöhung der Kraft durch Anabolika auch für Fußballspieler nützlich sein könnte. Stimulanzien wie Amphetamine, Koffein, Ephedrin, Captagon und Kokain hätten möglicherweise ebenfalls einen Nutzen für Profi-Fußballer. Bei diesen Mitteln steht die Verdrängung von Müdigkeit im Vordergrund, was bei kurzen Ruhezeiten zwischen Spielen nützlich sein kann. Ebenso könnte die schmerzlindernde Wirkung von Narkotika nützlich sein.
Viele Fußballspieler nehmen präventiv oder zum Aufrechterhalt ihrer Leistungsfähigkeit, bzw. um trotz Verletzungen spielen zu können, regelmäßig Schmerzmittel.
Dopingkontrollen
Systematische Dopingkontrollen wurden im Fußball vergleichsweise spät installiert und von den internationalen Fußballverbänden mit unterschiedlicher Ernsthaftigkeit betrieben. Der Deutsche Fußball-Bund führte erste regelmäßige Kontrollen ab dem Jahr 1988 ein, zunächst nur im Rahmen von Wettkämpfen, ab 1995 auch im Training. Seitdem hat die Zahl der Kontrollen stetig zugenommen, wobei die Tests im Training zahlenmäßig auf einem sehr niedrigen Niveau geblieben sind. Die Fußballkontrollen in Deutschland werden auch aus anderen Gründen als uneffektiv kritisiert. So werden Spieler im Gegensatz zu verschiedenen anderen Sportarten grundsätzlich nicht in ihrer Freizeit kontrolliert. Auch werden vom DFB nur Urin- und keine Blutproben genommen. Der Dopingexperte Werner Franke bezeichnete die Fußballtests 2007 als „lächerlich“. Auch die FIFA geriet in die Kritik, als sie sich 2009 den Bestimmungen der WADA bezüglich der Meldepflicht von Athleten widersetzte.
Die UEFA betont, dass sie regelmäßige Kontrollen sowohl bei Spielen, als auch unangekündigt beim Training der Mannschaften durchführt. Im Jahr 2009 wurden insgesamt 1500 Spieler von der UEFA kontrolliert. Bei UEFA-Jugendturnieren gibt es für die Aktiven „Anti-Doping-Unterricht“, der die Spieler über Gefahren und Risiken des Dopings informieren soll. Außerdem gibt es auf der Internetseite der UEFA weitere Informationen für Fußballer sowie einen „Trainingsground“ mit Videos zum Thema „Doping im Fußball“.
In der deutschen Bundesliga wird derzeit (Stand: Mai 2010) an einem Spieltag bei drei Spielen kontrolliert. Dabei werden von beiden Mannschaften jeweils zwei Spieler getestet. Als einziger Fußballverband testet der DFB seit 2004 freiwillig 12,5 Prozent aller Proben auf EPO. Die Forderung der Nationalen Anti-Doping-Agentur (NADA), Blutbanken von den Spielern anzulegen, mit denen man Veränderungen wie z. B. des Hämatokrit-Werts überprüfen kann, wird derzeit vom DFB abgelehnt. Ebenso verhält es sich mit geforderten unangekündigten Hausdurchsuchungen.

## Fußballkultur
Als Fußballkultur wird sowohl die feuilletonistische, oft popkulturelle Beschäftigung mit Fußball bezeichnet, wie auch Phänomene, die mit Fußball und Fanwesen in Verbindung stehen, seien es Rituale, Fangesänge, Lieder, Fußballfotografie, Fußballfilme oder Fußballliteratur. Seit 2006 gibt es die Deutsche Akademie für Fußball-Kultur mit Sitz in Nürnberg, die jeden Herbst den Deutschen Fußball-Kulturpreis vergibt.

### Sprache

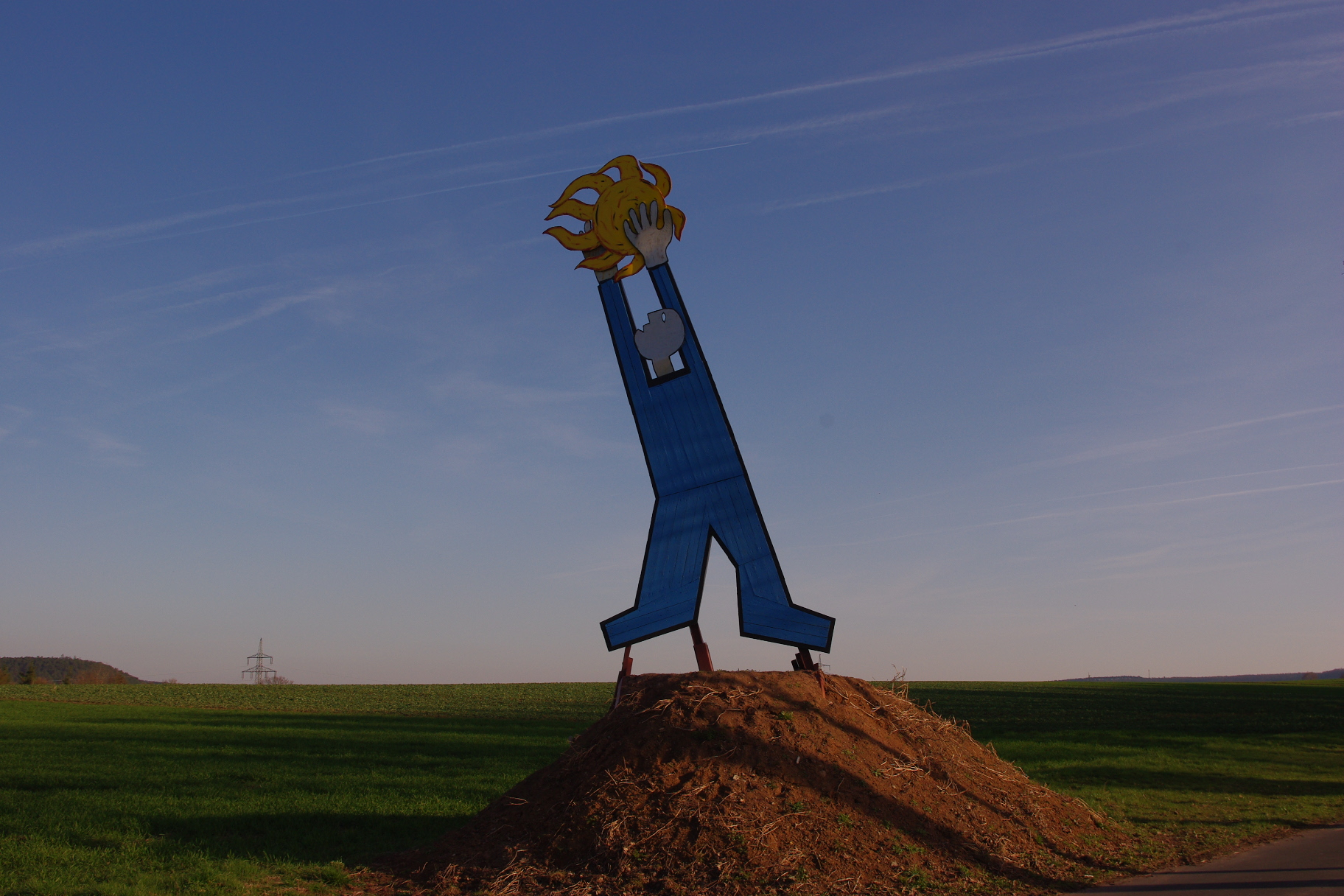
Fänger der Sonne – Reverenz an den Fußball (Jimmy Fell)

In die deutsche Sprache hat auf dem Fußballplatz und in der Berichterstattung ein spezieller Fußballjargon Einzug gehalten. Der Jargon wird vor allem von Fußballspielern, Fußballtrainern, Fußballfans bzw. -interessierten und in Fernsehen und Rundfunk wiedergegeben. Der Fußballjargon ist als Umgangssprache eine Sondersprache, die der (häufig vereinfachten) Kommunikation unter den Fußballbeteiligten dient. Auch dadurch findet eine Abgrenzung nach außen sowie eine Identitätsbildung untereinander statt. Begriffe wie „die Sense ausfahren“, „bolzen“, „über den Ball säbeln“, „einen Spieler umlegen“, „Fußballhochburg“ oder „einen Pass blind spielen“ sind typische Begriffe des Fußballwortschatzes. Hinzu werden von den Beteiligten immer wieder bekannte Fußballsprüche wie „Der Ball ist rund“, „Das nächste Spiel ist immer das schwerste“, „Ein Spiel hat neunzig Minuten“, „Angriff ist die beste Verteidigung“ und „Fußball ist die schönste Nebensache der Welt“ verwendet. In anderen Ausdrücken spiegeln sich sportliche Trends wider: die „kontrollierte Offensive“ als Spieltaktik in den 1980er Jahren oder die „Viererkette“ als Standardformation in der Abwehr der 2000er Jahre.
Wiederum andere Ausdrücke spiegeln historische Fußballereignisse wider: Als „Sommermärchen“ wird rückblickend die Fußball-WM 2006 bezeichnet, „Meister der Herzen“ (ein extrem unglücklicher Vizemeister) wurde der FC Schalke 04 im Jahr 2001. „Córdoba“ steht in Österreich als Synonym für den historischen Sieg gegen Deutschland bei der Fußball-WM 1978. Ein Teil des klassischen und oft wiederholten Fußballjargons gilt in der Fußballszene selbst als abgedroschen und wird gelegentlich ironisiert wiedergegeben, belächelt oder bestraft: Ein Ausdruck dieser Haltung ist das vom Deutschen Sportfernsehen (heute Sport1) eingeführte sogenannte Phrasenschwein, ein Sparschwein, in das Talkgäste ein Strafgeld zahlen müssen, wenn sie besonders abgedroschene Fußballphrasen von sich geben.
Während in vielen englischsprachigen Ländern Fußball einfach als Football bezeichnet wird, findet in den USA, in Kanada und in Australien (hier nur umgangssprachlich) der Begriff Soccer Verwendung. Der Begriff Soccer ist eine Kurzform für association football (d. h. Fußball nach den Regeln der englischen Football Association), welcher das Spiel zu den dort als football bezeichneten Varianten abgrenzt, ursprünglich in England insbesondere zum Rugby (rugby football, auch rugger genannt), heute in den USA vor allem zum American Football, in Kanada zum Canadian Football und in Australien zum Australian Football.

### Filme
Im Laufe der Filmgeschichte sind zahlreiche Filme entstanden, die entweder den Fußball selbst thematisieren oder die im Umfeld von Fußballspielern (Amateuren wie Profis) spielen bzw. bestimmte Ereignisse wie eine Weltmeisterschaft abhandeln. So wurden sowohl Spielfilme (z. B. Die Angst des Tormanns beim Elfmeter, 1972 oder Das Wunder von Bern, 2003), als auch Dokumentarfilme (z. B. Deutschland. Ein Sommermärchen, 2006 oder Die Mannschaft, 2014) gedreht.